# Céline Dion
Céline Marie Claudette Dion CC OQ (/seɪˌliːn diˈɒn/, sinh ngày 30 tháng 3 năm 1968) là một nữ ca sĩ người Canada. Bà gây chú ý với giọng hát nội lực và kỹ thuật điêu luyện. Âm nhạc của Dion chịu ảnh hưởng bởi nhiều thể loại khác nhau, từ rock và R&B đến phúc âm và cổ điển. Bà hiện là nghệ sĩ thu âm người Canada bán đĩa chạy nhất và nghệ sĩ hát tiếng Pháp bán đĩa chạy nhất lịch sử.
Sinh ra trong một gia đình đông con tại Charlemagne, Quebec, Dion nổi lên như một ngôi sao tuổi teen tại quê nhà với hàng loạt album tiếng Pháp trong suốt những năm 1980. Lần đầu tiên bà được quốc tế công nhận khi chiến thắng cả Liên hoan Bài hát nổi tiếng Thế giới của Yamaha năm 1982 và Cuộc thi Bài hát Eurovision năm 1988, nơi bà đại diện cho Thụy Sĩ. Sau khi học nói tiếng Anh, bà đã ký hợp đồng với Epic Records ở Hoa Kỳ. Năm 1990, Dion phát hành album tiếng Anh đầu tay, Unison, khẳng định mình là một nghệ sĩ nhạc pop có thực lực ở Bắc Mỹ và các khu vực nói tiếng Anh khác trên thế giới.
Trong những năm 1990, bà nổi tiếng trên toàn thế giới sau khi phát hành một số album tiếng Anh bán chạy nhất, chẳng hạn như Falling into You (1996) và Let's Talk About Love (1997), cả hai đều nhận được chứng nhận kim cương tại Mỹ. Bà cũng có được một loạt các bản hit quốc tế, bao gồm "The Power of Love", "Think Twice", "Because You Loved Me", "It's All Coming Back to Me Now", "My Heart Will Go On" và "I'm Your Angel". Dion tiếp tục phát hành các album tiếng Pháp; D'eux (1995) đã trở thành album tiếng Pháp bán chạy nhất mọi thời đại, trong khi S'il Suffisait d'aimer (1998), Sans ambre (2012) và Encore un soir (2016), đều nhận được chứng nhận kim cương tại Pháp. Trong suốt những năm 2000, bà đã xây dựng danh tiếng của mình như một nghệ sĩ biểu diễn trực tiếp vô cùng thành công với A New Day... tại Las Vegas Strip (2003–07), đây vẫn là buổi hòa nhạc cư trú có doanh thu cao nhất mọi thời đại, cũng như Take Chances World Tour (2008–09), một trong những chuyến lưu diễn hòa nhạc có doanh thu cao nhất mọi thời đại.
Bà là một trong những nghệ sĩ bán đĩa nhạc chạy nhất mọi thời đại, với doanh thu hơn 200 triệu bản trên toàn thế giới. Các ca khúc của bà chủ yếu thể hiện bằng tiếng Pháp và tiếng Anh, mặc dù bà cũng hát bằng tiếng Tây Ban Nha, Ý, Đức, Latinh, Nhật Bản và Quan Thoại. Mặc dù các bài hát của Dion thường nhận được sự đón nhận trái chiều từ giới phê bình, nhưng bà vẫn được coi là một trong những giọng ca có ảnh hưởng nhất đến dòng nhạc pop. Bà đã giành được năm giải Grammy, bao gồm Album của năm và Thu âm của năm. Billboard vinh danh bà là "Nữ hoàng người lớn đương đại" vì có nhiều bài hát số một trên định dạng radio cho một nghệ sĩ nữ. Bà là nữ nghệ sĩ có đĩa đơn bán chạy thứ hai ở Mỹ trong thời đại Nielsen SoundScan. Năm 2003, bà được vinh danh bởi Liên đoàn Công nghiệp thu âm châu Âu (IFPI) vì đã bán được hơn 50 triệu bản album tại châu Âu.

## Tiểu sử và sự nghiệp

### 1968–89: Những năm thiếu thời và thuở đầu sự nghiệp

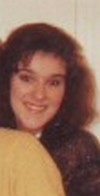
Dion năm 18 tuổi.

Céline Marie Claudette Dion sinh ra tại Charlemagne, Québec, Canada, là con út trong một gia đình gồm 14 anh chị em. Cha mẹ của Dion đều là người mang dòng máu gốc Pháp, Thérèse (họ gốc là Tanguay) là một nhà nội trợ, còn cha của bà, Adhémar Dion là một người bán thịt. Bà lớn lên theo đạo Thiên Chúa giáo La Mã trong cảnh túng thiếu nhưng vẫn sống hạnh phúc với mái ấm ngụ tại Charlemagne. Âm nhạc luôn là một phần không thể thiếu trong gia đình của họ, khi tên của bà được đặt tên theo bài hát Céline, do ca sĩ người Pháp Hugues Aufray thu âm hai năm trước khi bà ra đời. Vào ngày 13 tháng 8 năm 1973, lúc chỉ mới 5 tuổi, Céline lần đầu tiên xuất hiện trước công chúng khi biểu diễn bài hát Du fil des aiguilles et du coton của Christine Charbonneau tại đám cưới của anh trai Michel. Sau đó, bà cùng các anh chị ruột trình diễn tại Le Vieux Baril, một quán rượu piano mà cha mẹ bà đứng ra làm chủ. Ngay từ lúc còn nhỏ, Dion đã mong muốn trở thành một người trình diễn. Trong một cuộc phỏng vấn với tạp chí People năm 1994, bà chia sẻ "Tôi rất nhớ nhà và gia đình, tuy nhiên tôi không hề tiếc nuối tuổi xuân của mình. Tôi chỉ có một ước mơ: Đó là trở thành ca sĩ nổi tiếng".
Năm 12 tuổi, Dion cùng mẹ và anh trai Jacques sáng tác ca khúc đầu tay, "Ce n'était qu'un rêve". Anh trai Michel Dondalinger của bà gửi bản thu âm tới giám đốc âm nhạc René Angélil, tên của ông ấy được tìm thấy sau bìa album Ginette Reno. Angélil xúc động bởi giọng hát của Dion và quyết định giúp bà trở thành một ngôi sao. Vào năm 1981, ông thế chấp ngôi nhà của mình để gầy dựng nên album đầu tiên của Dion, La voix du bon Dieu, mà sau đó trở thành đĩa nhạc ăn khách đứng đầu ở địa phương và giúp Dion trở thành một ngôi sao tại tỉnh Québec. Một năm sau, độ nổi tiếng của bà lan rộng khắp thế giới khi tham gia vào Cuộc thi Yamaha World Popular Song Festival tại Tokyo, Nhật Bản; giành chiến thắng ở hạng mục "Trình diễn xuất sắc nhất" và Huy chương Vàng cho hạng mục "Bài hát xuất sắc nhất" với ca khúc "Tellement j'ai d'amour pour toi".
Năm 1983, ngoài việc trở thành nghệ sĩ gốc Canada đầu tiên giành chứng nhận Vàng tại Pháp cho đĩa đơn "D'amour ou d'amitié", Dion cũng giành một số Giải Felix, bao gồm hạng mục "Trình diễn nữ xuất sắc nhất" và "Khám phá của năm". Thành công của bà còn lan ra châu Á, châu Âu và Úc khi Dion đại diện cho đoàn Thụy Sĩ trong cuộc thi Eurovision Song Contest năm 1988 với bài hát "Ne partez pas sans moi" và giành chiến thắng tại Dublin, Ireland. Tuy nhiên, Dion chưa thể đạt được thành công đáng kể tại Hoa Kỳ khi bà vẫn đang sử dụng tiếng Pháp là ngôn ngữ chính. Năm 18 tuổi, sau khi xem một màn trình diễn của Michael Jackson, Dion thổ lộ với Angélil về việc mong muốn trở thành một ngôi sao như Michael. Mặc dù tự tin với tài năng của Dion, Angélil nhận ra rằng hình tượng của bà cần phải được thay đổi trước khi đến được thị trường âm nhạc thế giới. Dion tạm vắng bóng trong vài tháng trong lúc phẫu thuật thẩm mỹ để cải thiện ngoại hình và được gửi tới École Berlitz vào năm 1989 để trau dồi tiếng Anh.
Trong một đêm diễn Incognito Tour vào năm 1989, Dion gặp phải chấn thương ở giọng hát. Khi bàn bạc cùng bác sĩ chuyên khoa William Gould, ông đưa ra đề nghị giải phẫu dây thanh quản cho bà, nhưng Dion lại quyết định tạm ngừng ca hát trong 3 tuần và luyện giọng cùng William Riley.

### 1990–92:Unison, Dion chante PlamondonvàCeline Dion
2 năm sau khi hoàn thành trau dồi Anh ngữ, Dion lần đầu tiên thử sức tại thị trường tiếng Anh bằng album phòng thu Unison (1990), với đĩa đơn đầu tiên thể hiện lại từ bản thu âm gốc của Laura Branigan. Album chịu ảnh hưởng lớn của dòng nhạc soft rock thập niên 1980 vốn thịnh hành trên các đài phát thanh đương đại trưởng thành, với sự trợ giúp bởi nhiều nhạc sĩ đi trước, gồm có Vito Luprano và nhà sản xuất nhạc người Canada David Foster. Unison nhận các đánh giá tích cực từ giới phê bình âm nhạc. Jim Faber của tờ Entertainment Weekly viết rằng giọng ca của Dion "rất tự nhiên, trang nhã" và bà không bao giờ cố gắng "cứu vãn những phong cách đã lỗi thời", Stephen Thomas Erlewine của AllMusic nhìn nhận đây là "cú mở đầu tại Hoa Kỳ đầy tinh vi và khả quan". Album phát hành 5 đĩa đơn, trong đó có đĩa đơn đầu tiên của bà đạt đến top 5 tại Billboard Hot 100 Hoa Kỳ, "Where Does My Heart Beat Now". Album này đưa Dion trở thành một trong những tên tuổi có triển vọng tại Hoa Kỳ, xuyên khắp châu Âu và châu Á lúc bấy giờ. Cho đến nay, album đã tiêu thụ hơn 3 triệu bản toàn thế giới, và được 7 lần chứng nhận Bạch kim tại quê nhà Canada của Dion.
Vào năm 1991, Dion nằm trong số những giọng ca chính xuất hiện ở "Voices That Care", một ca khúc củng cố tinh thần cho lực lượng quân đội Mỹ trong cuộc chiến tranh vùng Vịnh. Dion tạo nên cú đột phá toàn cầu khi song ca cùng Peabo Bryson trong nhạc phẩm "Beauty and the Beast" nằm trong bộ phim hoạt hình Người đẹp và quái vật (1991) của hãng Walt Disney. Bài hát mang âm điệu pop ballad lãng mạn, với tính chất uyển chuyển, cổ điển với những nhạc cụ nhẹ nhàng mà Céline thường xuyên thực hiện ở thời gian sau này. Bài hát đạt thành công vang dội khi trở thành bài hát thứ hai của Dion vươn đến top 10 Hoa Kỳ, đồng thời giành nhiều giải thưởng lớn như giải Oscar cho "Ca khúc trong phim hay nhất", giải Quả cầu vàng cho "Bài hát gốc hay nhất" vào tháng 1 năm 1992, và 2 giải Grammy cho "Ca khúc sáng tác hay nhất cho các phương tiện nghe nhìn" và "Trình diễn đôi hay nhóm nhạc pop hay nhất". Sau cùng, "Beauty and the Beast" phát hành làm đĩa đơn đầu tiên trích từ album cùng tên mà Dion phát hành vào năm 1992, một sản phẩm tiếp tục mang những ảnh hưởng của pop rock, soul và cổ điển, khi bà hợp tác với các tên tuổi lớn như David Foster và Diane Warren. Album đạt những thành công nhất định, phát hành 6 đĩa đơn xuyên suốt đến năm 1993, có bao gồm đĩa đơn thứ 3 đạt top 10 Billboard Hot 100 của Dion, "If You Asked Me To".
Cũng trong thời gian này, Dion phát hành album tiếng Pháp Dion chante Plamondon. Album chủ yếu bao gồm các bài hát thể hiện lại, với 4 bài hát gốc: "Des mots qui sonnent", "Je danse dans ma tête", "Quelqu'un que j'aime, quelqu'un qui m'aime" và "L'amour existe encore". Album này ban đầu phát hành riêng tại Canada và Pháp vào năm 1991-92 trong sự đón nhận nồng nhiệt của khán giả, đều 2 lần được chứng nhận Bạch kim tại hai quốc gia trên. Vào năm 1994, album phát hành trên toàn cầu, đánh dấu lần ra mắt rộng rãi đầu tiên ở một album tiếng Pháp của Dion. Riêng đĩa đơn "Un garçon pas comme les autres (Ziggy)" đạt thành công lớn tại Pháp vào năm 1993 với doanh số đạt 365.000 bản. Cho đến nay, album đã đạt mốc 2 triệu bản trên toàn cầu, với 275.000 bản tiêu thụ từ thị trường Hoa Kỳ.
Vào năm 1992, nhờ vào hai album Unison và Celine Dion cùng tần suất xuất hiện dày đặc của Dion trên các phương tiện truyền thông mà bà gặt hái được thành công lớn ở khu vực Bắc Mỹ. Tuy nhiên, khi Dion đang hưởng những thành công ở Bắc Mỹ, những người hâm mộ của bà ở Canada lại lên tiếng chỉ trích vì sao lãng họ. Bà lấy lại lòng yêu mến từ người hâm mộ địa phương tại lễ trao giải Félix, khi từ chối nhận giải "Nghệ sĩ Anh Quốc của năm" và khẳng định bà đã–và-sẽ-luôn–là nghệ sĩ người Pháp, không phải người Anh. Cũng trong thời gian này, Dion giữ kín mối quan hệ tình cảm cùng quản lý René Angélil, người vốn lớn hơn Dion những 26 tuổi, khi cho rằng giới truyền thông có thể xem đây là một mối quan hệ không thích đáng.

### 1993–95:The Colour of My LovevàD'eux
Vào năm 1993, Dion công bố về mối tình cùng Angélil và đưa mối quan hệ của họ vào album phòng thu tiếng Anh thứ ba mang tên The Colour of My Love. Trái với những lo lắng ban đầu về giới truyền thông, người hâm mộ lại ủng hộ cho cặp đôi của họ. Sau cùng, Angélil và Céline đã cùng nhau tổ chức một đám cưới xa hoa vào tháng 12 năm 1994 tại Notre-Dame Basilica ở Montreal, tỉnh Quebec.
The Colour of my Love vẫn tiếp tục mang chủ đề về tình cảm lứa đôi giống như hầu hết các album khác của Dion, với sự hợp tác của David Foster, Ric Wake, Guy Roche, Walter Afanasieff, Christopher Neil và Diane Warren. Đây là một trong những album thành công nhất trong sự nghiệp của Dion, cán mốc 20 triệu bản trên toàn cầu, với 6 triệu bản từ Hoa Kỳ, 2 triệu bản từ Canada, và 1.8 triệu bản tại Anh Quốc. Album đã phát hành tổng cộng 8 đĩa đơn từ năm 1993 đến 1995, trong đó có đĩa đơn đầu tiên của Dion đạt ngôi đầu bảng tại Hoa Kỳ "The Power of Love". Đây là một bài hát Dion thể hiện lại từ bản thu âm gốc ăn khách của Jennifer Rush vào năm 1985, mà sau đó đã trở thành một trong những bài hát trứ danh của Dion cho đến khi bà đạt đến đỉnh cao của sự nghiệp vào cuối thập niên 1990. Đĩa đơn cũng đạt ngôi đầu bảng tại Canada và Úc. Đĩa đơn "When I Fall in Love" mà Dion song ca cùng Clive Griffin đem về giải Grammy cho "Phối khí hiệu quả nhất". Một đĩa đơn khác trích từ album này mang tên "Think Twice" có 7 tuần liên tiếp đứng ở ngôi đầu bảng Anh Quốc, trở thành đĩa đơn thứ tư đạt 1 triệu bản bởi một nữ nghệ sĩ và là một trong những đĩa đơn bán chạy nhất trong lịch sử.
Trong thời điểm đạt thành công tại Hoa Kỳ, Dion vẫn cho phát hành xen kẽ nhiều bản thu âm tiếng Pháp, khi vẫn nhận được sự tín nhiệm hơn các sản phẩm tiếng Anh của bà. Bà cho ra mắt một album trực tiếp mang tên À l'Olympia thu lại từ một đêm diễn tại Paris Olympia vào năm 1994. Một phiên bản trực tiếp của "Calling You" phát hành làm đĩa đơn quảng bá và đạt đến vị trí thứ 75 tại Pháp. Bà còn thu âm một phiên bản song ngữ của Petit Papa Noël cùng Alvin and the Chipmunks, nằm trong album Giáng sinh A Very Merry Chipmunk (1994). Bà tiếp tục phát hành D'eux (còn được biết đến như The French Album tại Hoa Kỳ) vào năm 1995 và sau đó trở thành album tiếng Pháp bán chạy nhất mọi thời đại. Hầu hết các bài hát trong album này được sáng tác và sản xuất bởi Jean-Jacques Goldman và nhanh chóng đạt thành công lớn cùng đĩa đơn "Pour que tu m'aimes encore" và "Je sais pas", khi "Pour que tu m'aimes encore" đạt ngôi quán quân tại Pháp trong vòng 12 tuần lễ và đạt chứng nhận Bạch kim. Tại Anh và Ireland, bài hát tiếp tục giữ ngôi quán quân, một trường hợp hiếm thấy ở một bài hát tiếng Pháp. Đĩa đơn thứ hai "Je sais pas" tiếp tục đạt ngôi quán quân tại Pháp và chứng nhận Bạc tại đó. Hai bài hát này tái phát hành và đổi tên thành "If That's What It Takes" và "I Don't Know" trong album phòng thu tiếng Anh kế tiếp của Dion, Falling into You.
Từ giữa thập niên 1990 trở đi, các album của Dion chủ yếu gầy dựng từ nền tảng là các bản ballad cường điệu đương đại trưởng thành, xen kẽ với các bản nhạc pop tiết tấu nhanh và nhiều thể loại âm nhạc khác. Bà cũng hợp tác với nhiều tác giả và nhà sản xuất kỳ cựu như Jim Steinman và David Foster, nhằm giúp bà phát triển dòng âm nhạc cho riêng mình. Trong khi gặp phải những luồng đánh giá trái chiều, các sản phẩm của Dion lại gặt hái thành công tại thị trường quốc tế, giúp bà lần thứ 3 đoạt giải World Music Award trong hạng mục "Nữ nghệ sĩ thu âm bán chạy nhất thế giới của năm" vào năm 1996. Cũng trong thời gian này, bà được xem là một trong những nghệ sĩ âm nhạc có số doanh thu lớn nhất mọi thời đại.

### 1996–99:Falling into You, Let's Talk About LovevàS'il suffisait d'aimer
Album tiếng Anh thứ tư của Dion, Falling into You (1996) đã đưa tên tuổi cô đến đỉnh cao danh vọng và thể hiện một bước phát triển lớn trong âm nhạc của cô. Nhằm tiếp cận được tới nhiều đối tượng người nghe hơn, album này tổng hòa nhiều yếu tố âm nhạc khác nhau, như những phần hợp diễn phức tạp của dàn nhạc, âm hưởng thánh ca châu Phi và các hiệu ứng âm thanh được dày công trau chuốt chi tiết. Thêm vào đó, một số nhạc cụ như vĩ cầm, ghi-ta Tây Ban Nha, trombone, cavaquinho và saxophone cũng được sử dụng nhằm góp phần tạo nên những hợp âm mới. Ca khúc chủ đề "Falling into You" và "River Deep, Mountain High" (một bản thể hiện lại từ Tina Turner) sử dụng nhiều nhạc cụ bộ gõ, "It's All Coming Back to Me Now" (thể hiện lại từ bản gốc của Jim Steinman) và "All By Myself" (thể hiện lại từ bản gốc của Eric Carmen) vẫn duy trì được không khí nhạc soft rock, đồng thời kết hợp với âm thanh đàn piano cổ điển; và đĩa đơn đứng đầu "Because You Loved Me", được sáng tác bởi Diane Warren, là một khúc ballad lắng sâu từng được chọn làm nhạc nền trong bộ phim Up Close & Personal năm 1996.
Falling into You là tác phẩm được khen ngợi về mặt chuyên môn nhất trong sự nghiệp của Dion. Trong khi Dan Leroy cho rằng album này không có nhiều khác biệt so với những nhạc phẩm trước đó của cô, cũng như Stephen Holden của The New York Times và Natalie Nichols của The Los Angeles Times nhận xét rằng nó vẫn "theo khuôn mẫu cũ", thì các nhà phê bình khác, như Chuck Eddy của Entertainment Weekly, Stephen Thomas Erlewine của AMG và Daniel Durchholz, khen ngợi album này "đầy sức thuyết phục", "nồng nàn", "độc đáo", "tinh tế" và "công phu một cách đáng kể". Falling into You trở thành album thành công nhất của Dion về thương mại, khi đứng đầu bảng xếp hạng tại nhiều quốc gia trên thế giới và là một trong những album bán chạy nhất mọi thời đại. Vào năm 2013, CBC Music xếp Falling into You vào vị trí thứ 33 trong danh sách 100 album Canada xuất sắc nhất mọi thời đại. Tại Hoa Kỳ, album này vươn đến vị trí số 1, và được chứng nhận 11 lần Bạch kim, tương đương hơn 11 triệu ấn bản được tiêu thụ. Tại Canada, album được chứng nhận Kim Cương với hơn 1 triệu ấn bản. Falling into You được chứng nhận 9 lần Bạch kim bởi Liên đoàn Công nghiệp ghi âm quốc tế (IFPI), thành tích vốn chỉ có 2 album nữa đạt tới, mà một trong số đó là Let's Talk About Love, 1 album khác của Dion. Album còn đem về cho Dion hai giải Grammy danh giá cho "Album giọng pop xuất sắc nhất" và "Album của năm" tại buổi lễ trao giải diễn ra vào ngày 26 tháng 2 năm 1997. Vị thế của Dion trên trường quốc tế còn được khẳng định hơn nữa khi cô được đề nghị biểu diễn "The Power of the Dream" tại buổi lễ khai mạc Thế vận hội Olympic Atlanta 1996. Từ tháng 3 năm 1996, cô bắt đầu chuyến lưu diễn Falling into You Tour để quảng bá thêm cho album mới và biểu diễn trên khắp thế giới trong vòng hơn một năm.
Let's Talk About Love (1997) được Dion công bố phát hành như là phần tiếp sau của Falling into You. Quá trình thu âm diễn ra ở Luân Đôn, New York và Los Angeles, cùng với sự góp mặt của nhiều khách mời đặc biệt như Barbra Streisand trong "Tell Him"; nhóm Bee Gees trong "Immortality"; ca sĩ giọng nam cao nổi tiếng thế giới Luciano Pavarotti trong "I Hate You Then I Love You". Carole King, Sir George Martin, Bryan Adams cũng tham gia góp mặt trong album, cùng với ca sĩ người Jamaica Diana King, người mang đến âm hưởng reggae đến cho ca khúc "Treat Her Like a Lady". Giống như Falling into You, Let's Talk About Love mang về thành công rực rỡ cho Dion, khi giữ ngôi quán quân trên các bảng xếp hạng xuyên khắp thế giới, đạt chứng nhận Bạch kim chỉ sau 24 giờ phát hành và trở thành album tiêu thụ nhanh nhất trong sự nghiệp của cô. Tại Hoa Kỳ, album giành vị trí quán quân sau bảy tuần lên kệ, và được 10 lần chứng nhận Bạch kim, tương đương với doanh số đạt mốc 10 triệu bản tại Hoa Kỳ. Tại Canada, album đạt 230.212 bản ngay trong tuần đầu tiên ra mắt, lập nên kỷ lục vẫn còn kéo dài cho đến nay. Album này sau cùng được chứng nhận Kim cương tại Canada với hơn 1 triệu ấn bản tiêu thụ. Đĩa đơn thành công nhất trích từ album này là bản ballad mang ảnh hưởng sâu sắc từ nhạc cổ điển "My Heart Will Go On", do James Horner và Will Jennings viết lời và soạn nhạc, trong khi được sản xuất bởi Horner và Walter Afanasieff. Được chọn làm ca khúc chủ đề cho bộ phim bom tấn Titanic, bài hát nhanh chóng dẫn đầu các bảng xếp hạng trên toàn cầu và trở thành bài hát trứ danh trong sự nghiệp của Dion; đồng thời đem về chiến thắng lớn cho Dion tại nhiều giải thưởng, như giải Oscar cho "Bài hát gốc hay nhất", Giải Quả cầu vàng cho "Ca khúc trong phim hay nhất" và 4 giải Grammy danh giá, trong đó có lần giành giải đầu tiên của một nghệ sĩ gốc Canada cho "Thu âm của năm" và hạng mục "Trình diễn giọng pop nữ xuất sắc nhất". Đây là đĩa đơn thành công nhất trong sự nghiệp của Dion và là một trong những đĩa đơn bán chạy nhất trong lịch sử, với lượng doanh số đã đạt ngưỡng 15 triệu bản trên toàn cầu. Tại Anh Quốc, Dion là nữ nghệ sĩ duy nhất trong lịch sử có hai đĩa đơn đạt 1 triệu bản với "My Heart Will Go On" và "Think Twice". Để tiếp tục quảng bá cho album, Dion khởi động chuyến lưu diễn Let's Talk About Love Tour, kéo dài từ năm 1998 đến năm 1999.
Dion kết thúc thập niên 90 bằng 3 album phòng thu đạt thành công lớn ở thị trường quốc tế. These Are Special Times (1998) là một ấn phẩm dịp lễ Giáng Sinh mà Dion có đồng sáng tác cho bài hát "Don't Save It All For Christmas Day" cùng với Ric Wake và Peter Zizzo. Đây là sản phẩm chịu ảnh hưởng sâu sắc nhất từ dòng nhạc cổ điển của Dion, với sự góp mặt của những đoạn nhạc tấu bởi dàn nhạc thính phòng ở hầu hết các ca khúc. Album cho phát hành đĩa đơn "I'm Your Angel", một bản song ca của Dion cùng R. Kelly, mà sau đó trở thành đĩa đơn quán quân tại Hoa Kỳ thứ tư của cô, cũng như đạt thành công lớn trên toàn cầu. Cô tiếp tục cho phát hành All the Way... A Decade of Song (1999), một album tổng hợp những bài hát thành công nhất của Dion cùng 7 bài hát mới, có bao gồm các đĩa đơn "That's the Way It Is", bản thể hiện lại "The First Time Ever I Saw Your Face" từ Roberta Flack và phiên bản kết hợp cùng Frank Sinatra trong "All the Way". All the Way... A Decade of Song trở thành một trong những album tuyển tập bán chạy nhất mọi thời đại và đạt ngôi đầu bảng tại Hoa Kỳ trong 3 tuần lễ. Album sau đó được chứng nhận 7 lần Bạch kim tại Hoa Kỳ với 7 triệu bản được tiêu thụ, trong khi dẫn đầu các bảng xếp hạng tại Anh Quốc, Canada, và Úc. Album tiếng Pháp cuối cùng của Dion trong thập niên 1990, S'il suffisait d'aimer (1998) cũng đạt không kém thành công, khi đạt ngôi quán quân tại hầu hết các bảng xếp hạng âm nhạc có uy tín tại Pháp, Thụy Sĩ, miền Nam nước Bỉ, Canada, và các nước nói tiếng Pháp khác. Riêng tại Pháp, album được chứng nhận Kim cương với doanh số đạt 1.5 triệu bản. Cho đến những năm cuối của thập niên 90, Céline Dion đã bán được hơn 100 triệu album trên toàn thế giới và đạt được vô số giải thưởng âm nhạc danh giá. Vị thế của Dion như là một trong những diva nhạc pop thành công nhất của ngành công nghệp âm nhạc lại càng thêm vững chắc hơn, khi cô được mời biểu diễn trong chương trình đặc biệt Divas Live của VH1 vào năm 1998 cùng với những ngôi sao hàng đầu khác như Aretha Franklin, Gloria Estefan, Shania Twain và Mariah Carey. Cũng trong năm đó, cô được phong tặng hai trong số những danh hiệu cao quý nhất tại quê nhà Canada: "Thành viên của Hiệp hội Canada dành cho Những đóng góp quan trọng cho thế giới âm nhạc đương đại" và "Thành viên của Hội Quốc gia Quebec". Một năm sau, Dion được công nhận là thành viên trong Đại sảnh Danh vọng và được vinh danh bằng một ngôi sao khắc trên Đại lộ Danh vọng của Canada.
Vào giữa thập niên 90, các ảnh hưởng từ dòng nhạc pop rock vốn rất nổi bật trong những nhạc phẩm trước đó của Dion lại được thay thế bởi các âm hưởng của đương đại trưởng thành. Dù vậy, chủ đề tình cảm lứa đôi vẫn được cô sử dụng triệt để trong các tác phẩm của mình, khiến một số nhà phê bình cho rằng âm nhạc của cô đang dần trở nên vô vị. Một số nhà phê bình khác như Elysa Gardner và Jose F. Promis, lại đặc biệt tán dương giọng hát của cô trong giai đoạn này, khi mô tả nó là "thành công kỳ diệu về mặt kĩ thuật [thanh nhạc]". Trong bài đánh giá These Are Special Times, Steve Dollar tiếp tục khẳng định việc Dion là "đỉnh Olympus khổng lồ về thanh nhạc mà không có ngọn núi nào – hay kích thước nào – cao hơn thế."

### 2000–03: Tạm vắng bóng,A New Day Has Come, One Heartvà1 fille & 4 types
Sau khi phát hành và thực hiện quảng bá cho 13 album trong thập niên 1990, Dion khẳng định việc bà cần phải tìm một bến đỗ cho bản thân, muốn tạm rời khỏi ánh đèn sân khấu và tận hưởng cuộc sống riêng. Cũng trong thời gian này, Angélil được chẩn đoán mắc bệnh ung thư vòm họng. Sau khi tình hình sức khỏe của Angélil trở nên khả quan hơn, cả hai đã lấy nhau lần nữa vào năm 2000. Vào tháng 5 cùng năm, Dion thực hiện hai ca tiểu phẫu tại một phòng khám chuyên khoa sản tại New York để cải thiện cơ hội có con, sau khi bà quyết định sử dụng phương pháp thụ tinh trong ống nghiệm để hỗ trợ sinh sản. Đứa con trai đầu lòng của họ, René-Charles Angelil, được hạ sinh vào ngày 25 tháng 1 năm 2001 tại Florida. Trong năm 2000, báo National Enquirer có xuất bản một câu chuyện sai lệch về bà, khi đưa ra một bức ảnh của vợ chồng Dion và cố ý trích sai lời của bà, với tựa đề "Tôi đang mang thai một cặp sinh đôi!". Dion sau đó đã đâm đơn kiện tòa soạn về vụ việc này và yêu cầu bồi thường hơn 20 triệu đô-la Mỹ. Các biên tập viên từ Enquirer đã phải in một văn bản xin lỗi và đính chính lại hoàn toàn những điều đã viết về Dion trong số tiếp theo, đồng thời ủng hộ cho Hiệp hội Ung thư Hoa Kỳ để thể hiện sự tôn trọng với Dion và chồng bà. Sau sự kiện ngày 11 tháng 9, Dion quay trở lại với âm nhạc, mở đầu bằng màn biểu diễn bài hát "God Bless America" trong buổi hoà nhạc từ thiện America: A Tribute for Heroes. Chuck Taylor của Billboard cho rằng "màn trình diễn... gợi nhắc lại tất cả những gì giúp bà ấy trở thành một trong những giọng ca xuất sắc nhất của thời đại này: khả năng truyền cảm tuyệt vời có thể lay động cả tâm hồn. Xúc động, ý nghĩa và đầy uyển chuyển, đó chính là những cảm nhận bằng âm nhạc được chia sẻ với tất cả chúng ta, những người hãy còn đang tìm cách đối diện". Bà cũng trình diễn lại ca khúc này trong các hoạt động lễ hội trước giải đấu Super Bowl XXXVII tại San Diego. Trong tháng 12, Dion xuất bản cuốn tự truyện My Story, My Dream, kể lại câu chuyện cuộc đời bà đi từ nghèo khó đến danh vọng và sự giàu có ngày nay.
Dion chính thức chấm dứt ba năm tạm lui khỏi ngành công nghiệp âm nhạc bằng album A New Day Has Come (2002). Được nhìn nhận là sản phẩm mang tính riêng tư nhất của Dion, album bao gồm nhiều bài hát tập trung vào chủ đề làm mẹ và nét từng trải của một người phụ nữ, thể hiện rõ rệt ở bài hát "A New Day Has Come" và "Goodbye's (The Saddest Word)". Bà từng chia sẻ "A New Day Has Come, đối với tôi và Rene, chính là ở đứa bé. Tất cả đều hướng đến đứa bé... A New Day Has Come mô tả rất rõ tâm trạng tôi ngay lúc này. Bài hát đó đại diện cho toàn bộ album", đồng thời cho rằng "làm mẹ khiến bạn thực sự trưởng thành". A New Day Has Come đứng đầu tại hơn 17 quốc gia, trong đó có Anh Quốc và Canada. Tại Hoa Kỳ, album giành vị trí đầu bảng trên Billboard 200 với doanh thu tuần đầu tiên chạm mốc 527.000 bản; trở thành album đầu tiên của Dion mở đầu tại ngôi quán quân, và là album có doanh thu mở đầu thành công nhất trong sự nghiệp của Céline tại Hoa Kỳ. Sau cùng, album này được 3 lần chứng nhận Bạch kim tại Hoa Kỳ, và 6 lần Bạch kim tại Canada.

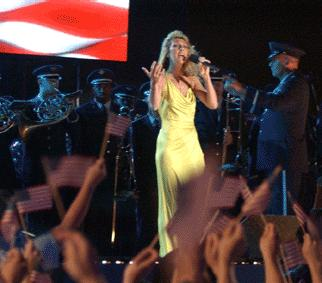
Dion trình bày "God Bless America" vào năm 2002.

Trong khi đạt thành công lớn về mặt thương mại, giới chuyên môn lại cho rằng album này "mờ nhạt" và chỉ trích phần ca từ "vô hồn". Cả Rob Sheffield của tạp chí Rolling Stone, và Ken Tucker của Entertainment Weekly đều cho rằng âm nhạc của Dion không có thêm bước tiến đáng kể nào sau thời gian tạm nghỉ và liệt các nhạc phẩm của bà vào hạng nhàm chán và tầm thường. Sal Cinquemani của tạp chí Slant gọi album này là "một bộ sưu tập dài hơi gồm những bản nhạc pop ủy mị, sướt mướt". Đĩa đơn đầu tiên trích từ album, "A New Day Has Come" đạt đến vị trí số 22 trên bảng xếp hạng Billboard Hot 100 trong khi chỉ được phát trên sóng truyền thanh. Trên Hot Adult Contemporary Tracks, bài hát có đến 21 tuần giữ vững ngôi vị quán quân, phá vỡ kỷ lục cho lần soán ngôi dài nhất trong 19 tuần của "You'll Be in My Heart" của Phil Collins và "Because You Loved Me" của chính Dion. Trong năm 2002, bà tham gia nhiều buổi trình diễn ca nhạc từ thiện và chương trình hòa nhạc gây quỹ Save The Music Foundation của VH1 Divas Live cùng với Cher, Anastacia, Dixie Chicks, Mary J. Blige, Whitney Houston, Cyndi Lauper, Shakira và Stevie Nicks.
Cũng nằm trong hợp đồng cùng nhãn hàng Chrysler, Dion cho ra mắt One Heart (2003), một album thể hiện sự trân trọng đối với cuộc sống của bà. Phần lớn album mang ảnh hưởng của dòng nhạc pop và dance – một sự chuyển đổi từ hơi hướng ballad cường điệu cao vút thường thấy ở bà. Cho dù One Heart đạt được những thành công nhất định về mặt thương mại, đây lại là một album nhận được nhiều luồng đánh giá trái chiều, với những từ ngữ như "dễ đoán trước" và "xoàng xĩnh" được xuất hiện ngay cả trong những bài đánh giá mang tính chiếu cố nhất. Một phiên bản trình bày lại mang âm điệu kết hợp giữa dance-pop và rock and roll của "I Drove All Night" từ bản gốc ăn khách của Cyndi Lauper vào năm 1968 được phát hành để khởi động chiến dịch quảng bá mới với Chrysler. Chiến dịch được diễn ra trong nhiều lời chỉ trích, với ý kiến cho rằng Dion chỉ đang cố làm vừa lòng các nhà tài trợ. Tuy nhiên, một số người khác như Bonita Stewart, giám đốc bộ phận Truyền thông quảng bá của Chrysler, phát biểu rằng "Chrysler bị lay chuyển bởi bà ấy vượt qua cả những ranh giới về dân tộc". Stewart cũng nói thêm: "Bà ấy đem đến sự tinh tế, nét lãng mạn và đam mê đến cho nhãn hiệu của chúng tôi."
Sau One Heart, Dion cho phát hành album phòng thu tiếng Anh tiếp theo, Miracle (2004). Miracle là một dự án đa phương tiện được Dion và nhiếp ảnh gia Anne Geddes ấp ủ từ trước, lấy đề tài về những đứa trẻ và bổn phận làm mẹ. Album bao gồm nhiều bài hát ru và các ca khúc viết về tình mẫu tử, với hai phiên bản trình bày lại từ của "What a Wonderful World" của Louis Armstrong và "Beautiful Boy" của John Lennon. Miracle tiếp tục nhận được những phản hồi trái chiều, khi Stephen Thomas Erlewine từ Allmusic phong tặng album này 3 trên 5 sao và cho rằng "Điều tệ nhất mà bạn có thể nói về album này là ở việc không có một bất ngờ nào, nhưng khán giả của bản thu âm này không cần đến những bất ngờ đó; điều họ muốn là sự thoải mái, dù là đến từ những ca từ thanh nhã hay những bức ảnh nghệ thuật của các bé sơ sinh. Miracle đã mang lại cả hai điều đó, khiến album này trở nên thật gần gũi và xúc động với những thính giả của Dion, nhất là những bà mẹ đang mang thai hay vừa chào đón đứa con của mình." Chuck Taylor của tạp chí Billboard đánh giá đĩa đơn "Beautiful Boy" là "một viên ngọc quý không ngờ tới" và gọi Dion là "người nghệ sĩ tài năng phi thường và bất hủ"; Chuck Arnold từ People lại cho rằng bản thu âm này quá mức ủy mị, trong khi đó Nancy Miller của Entertainment Weekly có phát biểu "Toàn bộ màn diễn đất mẹ thiêng liêng này chỉ là chủ nghĩa cơ hội, tái sinh trở lại". Miracle đứng thứ 4 trên Billboard 200 trong lần đầu ra mắt và dẫn đầu tại Canada, sau đó được chứng nhận bạch kim bởi RIAA.
Dion cho phát hành album tiếng Pháp 1 fille & 4 types (2003), với âm điệu khác biệt hơn so với hai tác phẩm trước đó của bà và cho thấy Dion đang cố gắng tách mình ra khỏi hình tượng "diva". Bà tham gia hợp tác cùng Jean-Jacques Goldman, Gildas Arzel, Eric Benzi, và Jacques Veneruso, những người từng giúp đỡ bà hoàn thành hai album tiếng Pháp rất thành công trước đó, S'il suffisait d'aimer và D'eux. Được chính Dion nhìn nhận là "album của niềm vui", với ảnh bìa là hình ảnh của bà trong phong thái giản dị mà ung dung, khắc hẳn với những tư thế chụp hình được chỉnh sửa cẩn thận bởi nhiếp ảnh gia trong những album cũ. Album này thu được thành công thương mại rộng khắp ở Pháp, Canada và Bỉ, những nơi mà nó đứng đầu trên các bảng xếp hạng. Tại Pháp, album giành ngôi quán quân ngay trong tuần đầu ra mắt và giữ vững trong 4 tuần không liên tiếp, đồng thời được chứng nhận 2 lần Bạch kim sau khi tiêu thụ được hơn 700.000 ấn bản, và là album bán chạy thứ 5 trong năm 2003. Tại Canada, album nhảy lên ngôi quán quân lần thứ 2 trong chưa đầy 7 tháng, với doanh số tuần đầu đạt 44.532 bản, bao gồm 42.500 bản tại tỉnh Quebec, trở thành album phòng thu thứ 6 đạt ngôi đầu trong thời kỳ của SoundScan và là album thứ tư của bà mở đầu tại ngôi vị số 1. Album nhận được những phản hồi khả quan từ phía các nhà phê bình, khi bà được nhìn nhận "đã trở lại thời kì hoàng kim" và "đang dần trở về với căn bản nhạc pop và biểu diễn ở một trình độ mà chúng ta đã không được nghe trong suốt một thời gian dài."
Mặc dù các album của bà đều có doanh thu đáng nể, chúng vẫn không thể vượt qua những sản phẩm trước kia của bà cả về thành công thương mại và sự đón nhận của thính giả. Các ca khúc cũng được phát truyền thanh ít hơn do chúng không còn chào đón những ca sĩ ballad như Dion, Houston hay Carey như trước, thay vào đó lại tập trung vào các ca khúc mang tiết tấu nhanh và thuộc thể loại Urban/Hip-hop. Dù vậy, doanh số album đến năm 2004 của Dion đã tăng lên 175 triệu bản trên toàn thế giới và được trao tặng giải thưởng Chopard Diamond từ World Music Awards cho những thành tựu đã đạt được. Theo trang mạng chính thức của giải thưởng, đây là một giải thưởng hiếm có, khi "không được trao tặng hàng năm" và chỉ dành cho những nghệ sĩ đạt "hơn 100 triệu album trong sự nghiệp của mình".

### 2003–07:A New Day...

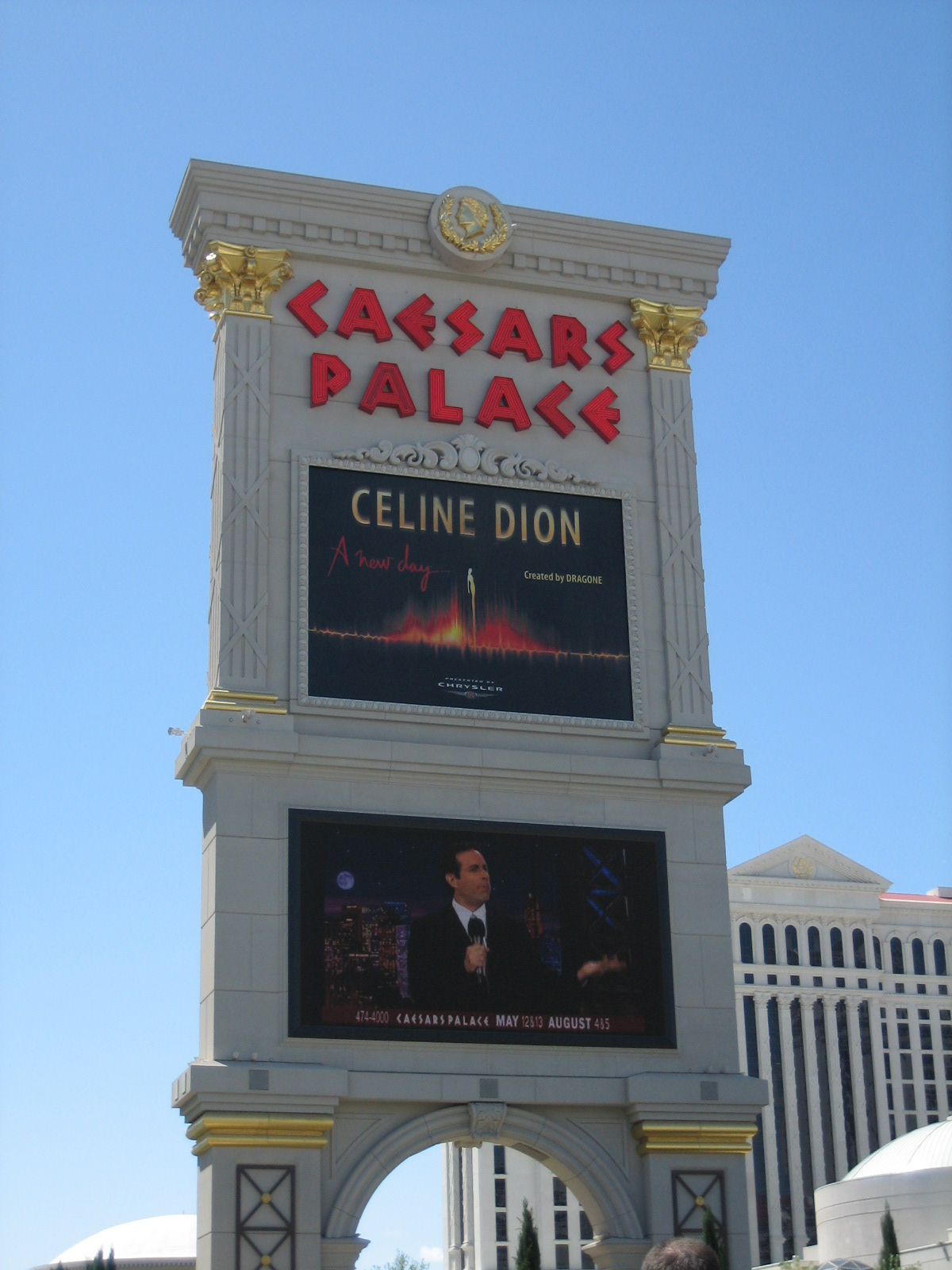
Biển hiệu quảng bá cho đêm diễn của Dion tại Caesars Palace, Las Vegas.

Đầu năm 2002, Dion thông báo về hợp đồng kéo dài ba năm với 600 đêm diễn và tần suất năm ngày mỗi tuần trong chương trình nghệ thuật hoành tráng A New Day... được tổ chức tại đại khán phòng của Caesars Palace thuộc Las Vegas. Hành động này được nhìn nhận là "một trong những quyết định lựa chọn công việc khôn ngoan nhất của các nghệ sĩ trong nhiều năm qua". Bà ấp ủ ý tưởng cho chương trình này sau khi được xem chương trình O do Franco Dragone tổ chức dàn dựng trong khoảng thời gian tạm ngưng các hoạt động âm nhạc, và được chính thức mở cửa từ ngày 25 tháng 3 năm 2003 trong một vũ đài rộng lớn với hơn 4000 chỗ ngồi được thiết kế theo các Đấu trường La Mã. Nhiều ngôi sao đã tới tham dự đêm diễn đầu tiên, trong đó có Dick Clark, Alan Thicke, Kathy Griffin, và người chủ trì đêm diễn đặc biệt trên truyền hình Justin Timberlake. Buổi biểu diễn, được xây dựng và chỉ đạo bởi Dragone, là sự kết hợp của âm nhạc, các vũ điệu và hiệu ứng hình ảnh, mà ở đó Dion trình bày những ca khúc nổi tiếng nhất của mình, tương phản với một đoàn các vũ công nhảy múa trên nền những hiệu ứng đặc biệt. Nhà phê bình Mike Weatherford cho rằng Dion tỏ ra không thoải mái khi diễn vào lúc đầu, nhưng được cải thiện đáng kể nhờ có sự xuất hiện tự tin hơn của Dion trên sân khấu và đơn giản hóa các trang phục biểu diễn.
Chương trình này được đón nhận nồng nhiệt bởi nhiều khán giả, mặc dù có vài lời phàn nàn về giá vé khá cao, trung bình khoảng 135.33 đô-la Mỹ; vé vào cửa vẫn thường xuyên được bán hết trước khi bắt đầu công diễn, ngay cả ở những đêm diễn cuối cùng vào năm 2007. Theo Pollstar, Dion đã bán hơn 322.000 vé và thu về 43.9 triệu đô-la Mỹ chỉ trong vòng 6 tháng đầu năm 2005, và đến tháng 7 cùng năm, bà đã bán hết toàn bộ 315 trên tổng số 384 buổi biểu diễn. Tính đến cuối năm 2005, doanh thu của bà vượt hơn 76 triệu đô-la Mỹ, đứng thứ 6 trong "Danh sách nghệ sĩ kiếm tiền giỏi nhất năm" của Billboard. Nhờ vào sự thành công của chương trình, hợp đồng của bà được kéo dài đến năm 2007 bởi tổng thu không được tiết lộ. Vào ngày 5 tháng 1 năm 2007, thông báo kết thúc chương trình ngày 15 tháng 10 năm 2007 được công bố, và vé cho giai đoạn từ tháng 10 cho đến ngày cuối cùng bắt đầu được bán ra từ ngày 1 tháng 3. Trong suốt thời gian hoạt động, chương trình thu về tổng cộng 400 triệu đô-la Mỹ với hơn 3 triệu người hâm mộ đến xem. DVD Live in Las Vegas - A New Day... được phát hành vào ngày 10 tháng 12 năm 2007 tại Châu Âu và một ngày sau đó tại Bắc Mỹ.

### 2007–10:D'elles, Taking ChancesvàTaking Chances Tour
Vào ngày 21 tháng 5 năm 2007, Dion cho ra mắt album tiếng Pháp D'elles, nhanh chóng mở đầu tại ngôi quán quân ở Canada với 72.200 bản trong tuần lễ đầu. Đây là album thứ 10 của bà giữ ngôi đầu bảng trong thời kì SoundScan, cũng là album thứ 8 đạt ngôi quán quân ngay trong những ngày đầu được phát hành, và đã được chứng nhận 2 lần Bạch kim tại đó. Chưa đầy một tháng ra mắt, D'Elles đã tiêu thụ nửa triệu bản trên toàn cầu, đồng thời đứng đầu bảng xếp hạng tại Pháp và Bỉ. Đĩa đơn đầu tiên, "Et s'il n'en restait qu'une (je serais celle-là)" giành ngôi quán quân tại Pháp sau một tháng phát hành. Dion tiếp tục cho phát hành album tiếng Anh Taking Chances (2007) vào ngày 12 tháng 11 tại châu Âu và ngày 13 tháng 11 tại Bắc Mỹ. Với cương vị là đĩa thu âm tiếng Anh đầu tiên của Dion kể từ 'One Heart năm 2003, album này bao gồm các yếu tố của dòng nhạc pop, R&B, và rock, với sự hợp tác cùng John Shanks, cựu thành viên Evanescence kiêm guitar Ben Moody, Kristian Lundin, Peer Astrom, Linda Perry, ca sĩ người Nhật Yuna Ito và ca sĩ kiêm sáng tác nhạc R&B Ne-Yo. Dion phát biểu rằng "Tôi nghĩ album này thể hiện sự tiến triển tích cực trong sự nghiệp của tôi... Tôi cảm thấy bản thân mình mạnh mẽ, có cả một chút dũng cảm hơn so với tôi của quá khứ, và vẫn luôn tràn đầy đam mê với âm nhạc và cuộc sống như xưa...".

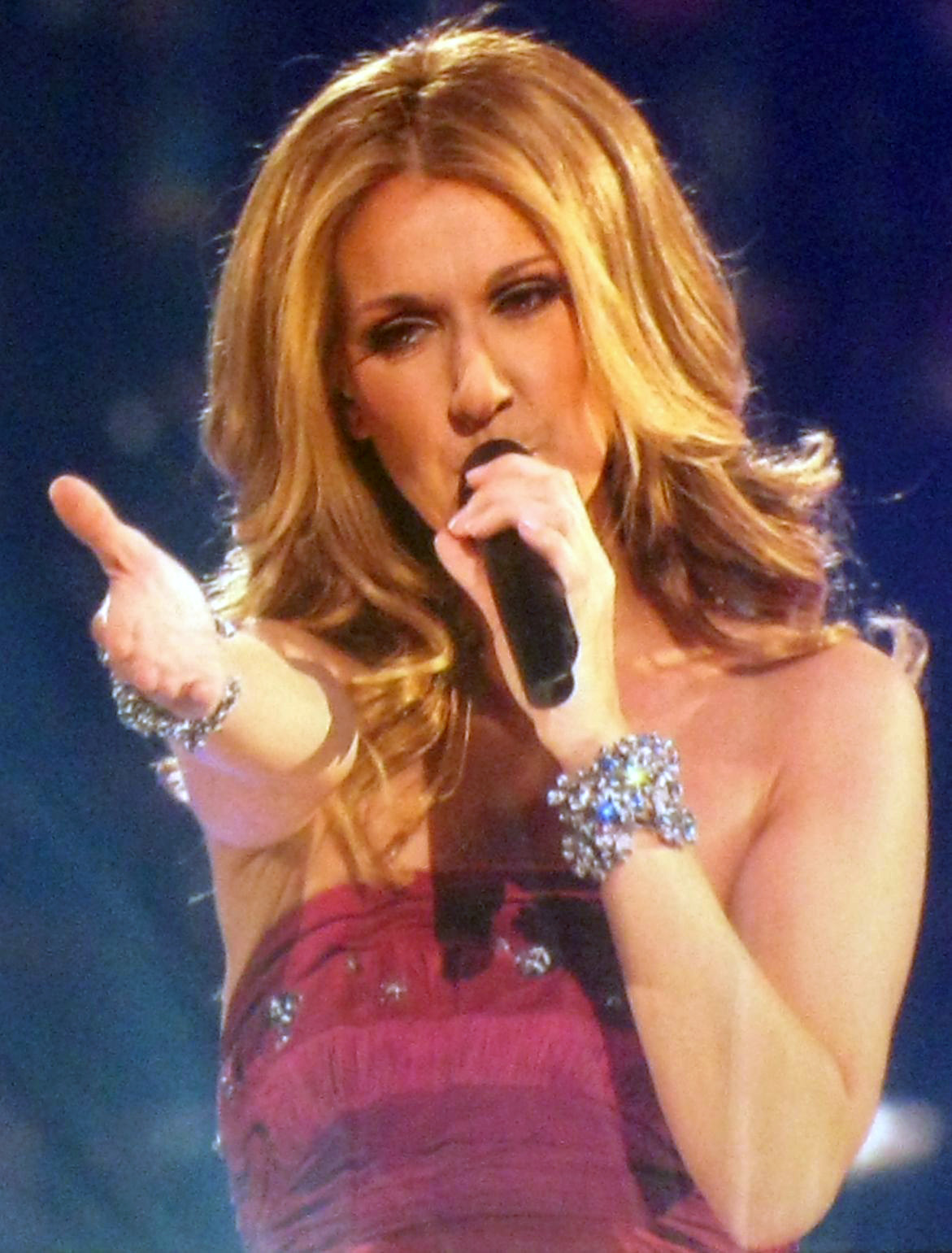
Dion trong chuyến lưu diễn Taking Chances Tour tại Bell Centre, Montréal vào ngày 19 tháng 8 năm 2008.

Bà khởi động chuyến lưu diễn kéo dài cả năm, Taking Chances Tour từ ngày 14 tháng 2 năm 2008 tại Nam Phi, biểu diễn trong 132 ngày tại các sân vận động và khán phòng lớn khắp năm châu. Taking Chances Tour đạt được thành công vang dội tại Hoa Kỳ, khi giành vị trí quán quân tại Billboard Boxscore, bán cháy vé tại tất cả các đêm diễn tại Canada và Hoa Kỳ. Thêm vào đó, bà còn xuất hiện trong chiến dịch Idol Gives Back hai năm liên tiếp. Dion được đề cử cho tám hạng mục của Giải Juno năm 2008, nâng tổng số đề cử của bà lên con số 53, là nghệ sĩ đứng đầu trong số các nghệ sĩ Canada được đề cử. Các hạng mục mà Dion được nhận có bao gồm "Nghệ sĩ của năm", "Album nhạc pop của năm" (cho Taking Chances), "Album tiếng Pháp của năm" (cho D'elles) và "Album của năm" (cả Taking Chances và D'elles). Năm tiếp theo, Dion được đề cử thêm ba hạng mục nữa của Giải Juno, gồm có "Lựa chọn từ người hâm mộ", "Ca khúc của năm" (cho Taking Chances) và "DVD âm nhạc của năm" (cho Live in Las Vegas - A New Day...). Vào ngày 22 tháng 8, Celine Dion tham gia biểu diễn trong một chương trình hoàn toàn bằng tiếng Pháp và miễn phí ở khu vực bên ngoài bình nguyên Abraham tại thành phố Quebec, Canada nhân kỉ niệm 400 năm thành phố Quebec. Buổi lễ này thu hút khoảng 490.000 người xem. Buổi trình diễn có tên Céline sur les Plaines, được phát hành dưới dạng DVD ngày 11 tháng 11 năm 2008 tại Quebec vào ngày 20 tháng 5 năm 2009 tại Pháp. Vào cuối tháng 10, album tuyển tập các ca khúc tiếng Anh nổi bật đầu tiên của bà mang tên My Love: Essential Collection (2008) được ra mắt trên phạm vi toàn cầu với hai định dạng album khác nhau.
Trong tháng 5 năm 2009, Celine được vinh danh là nghệ sĩ có doanh thu cao thứ 20 trong thập kỷ và là nữ nghệ sĩ bán chạy thứ hai trong 10 năm tại Hoa Kỳ, với tổng lượng album bán ra đạt 17.57 triệu bản kể từ năm 2000. 1 tháng sau, tạp chí Forbes đưa tin thu nhập trong năm 2008 của cô đạt 100 triệu đô-la Mỹ. Vào tháng 9 cùng năm, Pollstar thông báo việc Dion là nghệ sĩ đơn ca lưu diễn bán chạy nhất thập kỷ và là nghệ sĩ lưu diễn thành công thứ hai trong thập kỷ, chỉ đứng sau Dave Matthews Band. Dion đem về 522.2 triệu đô-la Mỹ trong một thập kỷ, mà phần lớn có được từ 5 năm biểu diễn tại Caesars Palace. Ngày 17 tháng 2 năm 2010, Dion cho ra mắt bộ phim tài liệu về chuyến lưu diễn Taking Chances Tour dưới nhan đề Celine: Through the Eyes of the World. Bô phim hé lộ nhiều cảnh hậu trường của Dion cả trên sân khấu và ngoài đời, cùng với các đoạn tài liệu về bà và gia đình của mình khi họ đi cùng với bà trong chuyến lưu diễn này. Hot Ticket, công ty con của Sony Pictures, chịu trách nhiệm giới thiệu và quảng bá truyền hình. Bộ phim được phát hành dưới các định dạng Blu-ray và DVD cùng với CD/DVD Taking Chances World Tour: The Concert về chuyến lưu diễn cùng tên vào ngày 4 tháng 5 năm 2010. Trong giải Grammy lần thứ 52 tổ chức vào tháng 2 năm 2010, Dion cùng với Carrie Underwood, Usher, Jennifer Hudson và Smokey Robinson biểu diễn ca khúc "Earth Song" để tưởng nhớ về Michael Jackson.

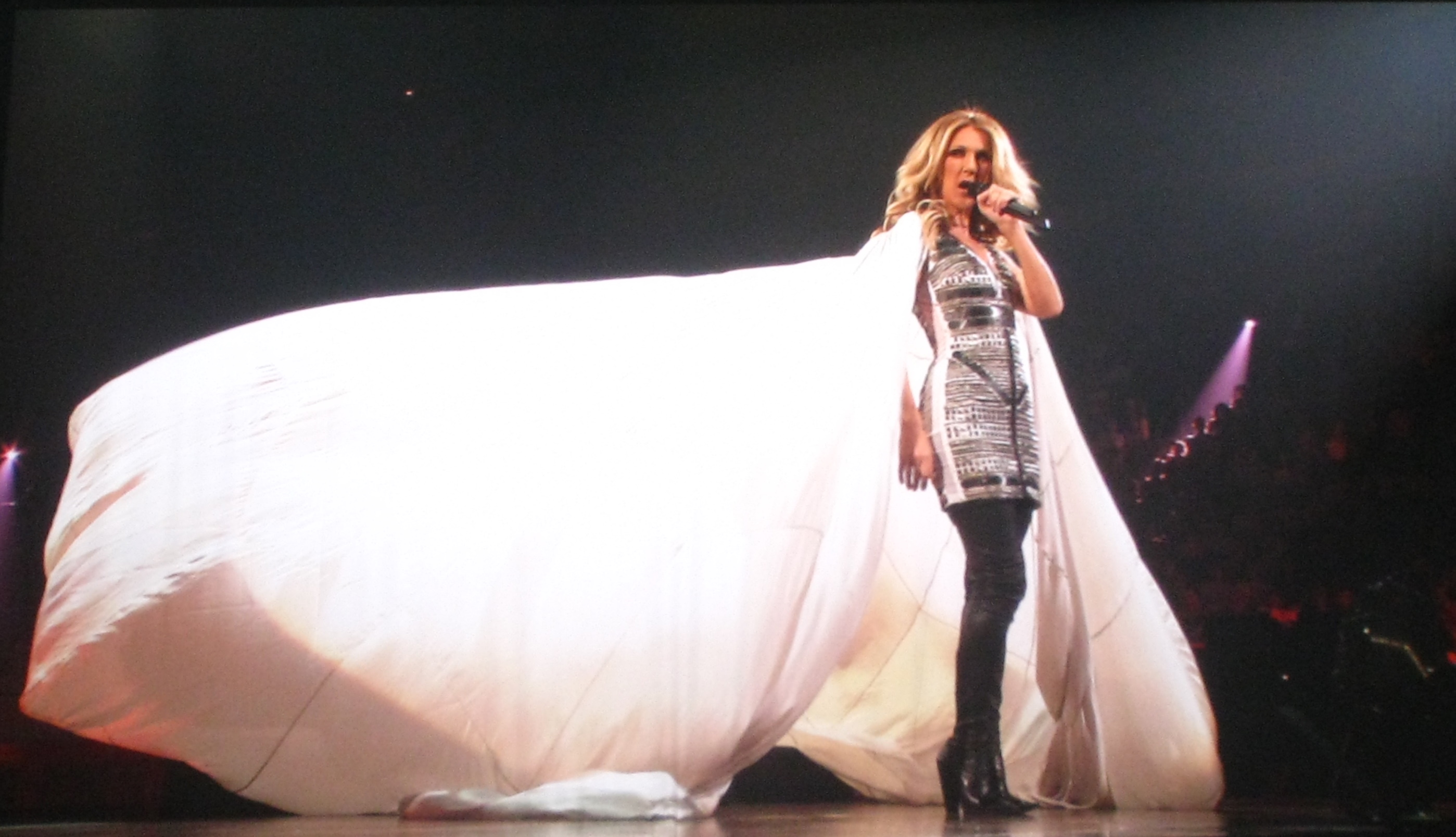
Céline Dion trình diễn "Eyes On Me" trong Taking Chances Tour tại Montréal, Canada vào tháng 8 năm 2008.

Trong tháng 1 năm 2010, Dion xếp đầu tiên trong danh sách tổng kết về 10 người có thu nhập cao nhất toàn thập niên của The Los Angeles Times, với tổng cộng 747.9 triệu đô-la Mỹ từ năm 2000 đến năm 2009. Nguồn thu lớn nhất đến từ tiền vé ca nhạc, chiếm đến 522.2 triệu đô-la Mỹ. Hơn nữa, Dion được vinh danh là "Nghệ sĩ của Thập kỷ" tại quê nhà Quebec, Canada theo tin tức đăng trên báo Le Journal de Quebec trong số tháng 12 năm 2009. Một cuộc khảo sát trực tuyến trên mạng Internet đã được tiến hành để lấy ý kiến những người tham gia về nghệ sĩ nào xứng đáng với danh hiệu nêu trên. Thêm vào đó, trong cuộc bình chọn Harris Poll vào tháng 5 năm 2010, Dion là nghệ sĩ được yêu mến nhất tại Hoa Kỳ, vượt qua cả U2, Elvis Presley và The Beatles chiếu theo giới tính, quan điểm chính trị, khu vực sinh sống theo vị trí địa lý và thu nhập. Cụ thể, Dion là được yêu thích nhất theo bầu chọn của nữ giới, của những người ủng hộ Đảng Dân chủ, của những người sống ở Đông và Nam Hoa Kỳ và của những người có thu nhập hàng năm khoảng 35 nghìn đến 74.9 nghìn đô-la Mỹ. Trong tháng 9 năm 2010, bà ra mắt đĩa đơn "Volder", song ca cùng ca sĩ người Pháp Michel Sardou. Ca khúc này sau đó được đưa vào album của Sardou. Trong tháng 10 cùng năm, bà viết lời và soạn nhạc cho một ca khúc của ca sĩ người Canada Marc Dupré, với nhan đề "Entre deux mondes".
Vào tháng 5 năm 2010, Angelil thông báo việc Dion đã mang thai một cặp sinh đôi được 14 tuần sau 6 tháng áp dụng phương pháp thụ tinh trong ống nghiệm. Vào thứ 7, ngày 23 tháng 10 năm 2010, lần lượt vào lúc 11:11 và 11:12 sáng, tại St. Mary's Medical Center thuộc West Palm Beach, Florida, Dion hạ sinh một cặp anh em sinh đôi bằng phương thức mổ lấy thai. Hai đứa trẻ có tên là Eddy, được đặt theo tên của nhà sáng tác và đồng sản xuất album trực tiếp đầu tay của Dion, Eddy Marnay; và Nelson, được đặt theo cựu Tổng thống Nam Phi Nelson Mandela. Dion có xuất hiện cùng hai đứa con mới sinh của mình trên bìa tạp chí Hello! vào số ngày 9 tháng 12 năm 2010.

### 2011–2014:Celine, Sans attendrevàLoved Me Back to Life
Trong bài phỏng vấn cùng tạp chí People đăng trên số tháng 2 năm 2010, Dion thông báo về việc quay trở lại biểu diễn tại Caesars Palace thuộc Las Vegas với Celine, một chương trình kịch nghệ kéo dài 3 năm gồm 70 đêm diễn một năm, bắt đầu từ ngày 15 tháng 3 năm 2011. Bà còn khẳng định việc chương trình này có thể bao gồm "tất cả những bài hát trong sự nghiệp của bà mà mọi người muốn được nghe" và có một loạt các ca khúc được lựa chọn từ những bộ phim kinh điển của Hollywood. Để chuẩn bị cho sự trở lại của mình tại Las Vegas, Dion xuất hiện trong mùa cuối cùng của chương trình The Oprah Winfrey Show, đánh dấu lần xuất hiện thứ 27 của bà tại đó. Thêm vào đó, bà lần thứ 6 tham gia biểu diễn tại Lễ trao giải Oscar lần thứ 83, với ca khúc "Smile" trong phần "In Memoriam" của buổi lễ. Ngày 4 tháng 9, Dion có mặt tại sự kiện 2011 MDA Labor Telethon và công chiếu đoạn phim thu lại phần trình diễn ca khúc "Open Arms" của bà trong chương trình ở Las Vegas. Ngày 1 tháng 10 năm 2011, OWN Network công chiếu bộ phim tài liệu về Dion, Celine: 3 Boys and a New Show, khi thuật lại những năm tháng trước khi bà mang thai sinh đôi cho đến quá trình thực hiện chương trình diễn mới tại Las Vegas; được đông đảo công chúng đón nhận và nhanh chóng giành được vị trí thứ hai trong số những chương trình ăn khách nhất của TV OWN Canada. Trong tháng 9 cùng năm, Dion cho phát hành sản phẩm nước hoa thứ 14 trích từ dòng Celine Dion Parfums với tên gọi "Signature". Vào ngày 15 tháng 9, Dion xuất hiện ở một đêm diễn miễn phí của giọng ca nam cao nổi tiếng Andrea Bocelli tại Công viên Trung tâm, New York. Vào năm 2012, bà trình diễn tại Ngày hội Jazz & Blues lần thứ 16 tại Jamaica.

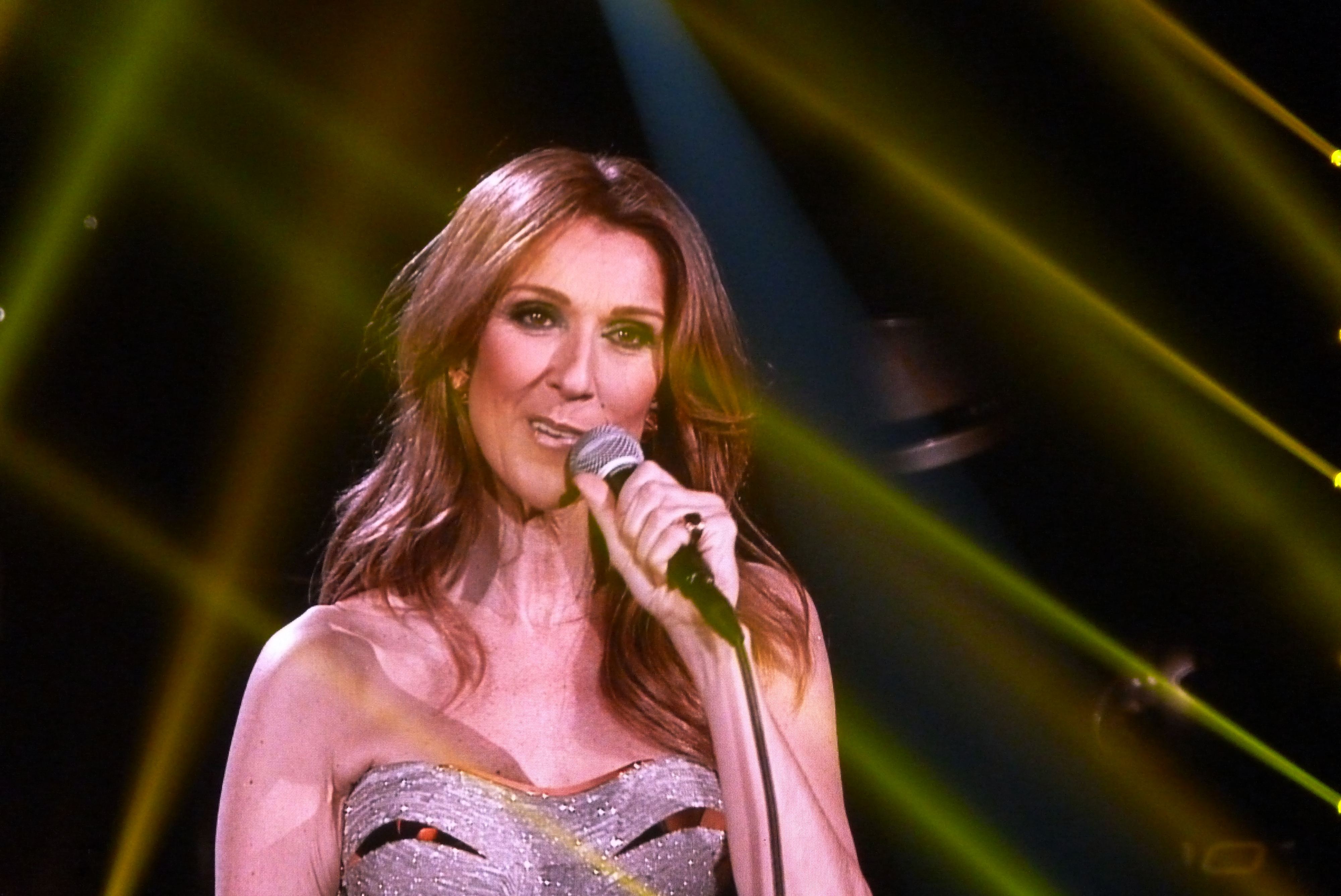
Céline trình diễn trong năm 2013.

Vào tháng 10 năm 2012, hãng Sony Music Entertainment cho phát hành The Best of Celine Dion & David Foster tại châu Á. Dion bắt đầu thu âm cho album phòng thu tiếng Anh và tiếng Pháp của mình vào tháng 4 và tháng 5 năm 2012. Đĩa nhạc tiếng Pháp Sans attendre (2012) tiếp tục được phát hành với âm điệu pop quen thuộc. Album này đạt thành công lớn tại hầu hết các thị trường nói tiếng Pháp, khi mở đầu đạt lần lượt 88.206 bản và 95.569 bản, đều là cú mở đầu xuất sắc thứ 2 trong năm tại Canada và Pháp. Sau cùng, album lần lượt đạt chứng nhận 3 lần Bạch kim và Kim cương tại Canada và Pháp, với lượng doanh số đạt 300.000 bản và 800.000 bản. Hiện album đã bán hơn 1.5 triệu bản trên toàn cầu. Sans attendre nhận được phản hồi trái chiều đến tích cực, khi được nhìn nhận là album xuất sắc nhất của Dion sau nhiều năm, trong khi được mô tả là một "bộ sưu tập ủ rũ", giúp Dion có cơ hội "vực dậy những câu chuyện về tình yêu tan vỡ, sự già dặn, và cái chết." Album tiếng Anh của bà bị hoãn lại đến ngày 1 tháng 11 năm 2013. Mang nhan đề Loved Me Back to Life (2013), album bao gồm nhiều sản phẩm kết hợp cùng một đội ngũ các nhà sáng tác và sản xuất đặc biệt, với hai bản kết hợp cùng Ne-Yo và Stevie Wonder. Album nhận được luồng đánh giá tích cực từ phía các nhà phê bình, khi được đề cao về phần sản xuất mang tính thử nghiệm ở dòng nhạc R&B đương đại và dance-pop. Album tiếp tục đạt thành công cho Dion tại thị trường quốc tế, khi mở màn tại ngôi quán quân tại Canada với 106.000 bản, trở thành album có tuần lễ doanh số cao nhất kể từ năm 2008. Album đồng thời đạt đến top 3 tại Anh Quốc, Hoa Kỳ và Pháp, trong khi lần lượt đạt 4 lần Bạch kim tại Canada, 224.000 bản tại Hoa Kỳ, Bạch kim tại Anh Quốc và 2 lần Bạch kim tại Pháp. Trong đó, đĩa đơn đầu tiên "Loved Me Back to Life" có cú mở đầu xuất sắc nhất trong sự nghiệp của Dion tại Canadian Hot 100 ở vị trí thứ 26. Đĩa đơn thứ hai, "Incredible" được NBC chọn làm bài hát chính thức cho Thế vận hội Mùa đông 2014. Dion chính thức mở đầu chuyến lưu diễn Sans attendre Tour vào tháng 11 năm 2013 tại Bỉ và Pháp. Chỉ kéo dài 9 đêm diễn, đây là chuyến lưu diễn ngắn ngày nhất của Dion, đồng thời là chuyến lưu diễn tiếng Pháp đầu tiên kể từ D'eux Tour vào năm 1996. Chuyến lưu diễn tiếp tục đạt thành công về thương mại cho bà, khi kịp thu về 17 triệu đô-la Mỹ trong 9 đêm bán cháy vé.
Vào ngày 16 tháng 5 năm 2014, Dion cho phát hành 3 bộ đĩa (2CD/DVD và 2CD/Blu-ray) mang tựa đề Céline une seule fois / Live 2013, đạt đến top 10 tại Pháp, Canada và miền Nam nước Bỉ.

### 2014–nay: Người chồng qua đời,Encore un soir,Couragevà trở lại Vegas
Vào ngày 13 tháng 8 năm 2014, Dion thông báo hoãn vô thời hạn tất cả các hoạt động biểu diễn, bao gồm cả buổi hòa nhạc cư trú tại Caesars Palace ở Las Vegas và hủy bỏ chuyến lưu diễn Asia Tour, vì sức khỏe của chồng bà ngày càng tồi tệ sau khi ông trải qua cuộc cắt bỏ một khối u ung thư vào tháng 12 năm 2013. Tuy nhiên, vào ngày 20 tháng 3 năm 2015, bà thông báo rằng bà sẽ trở lại The Colosseum at Caesars Palace vào cuối tháng 8 năm 2015. Vào ngày 14 tháng 1 năm 2016, bà đã hủy bỏ phần còn lại của các buổi biểu diễn trong tháng 1 do người chồng và anh trai của bà qua đời vì căn bệnh ung thư. Dion tiếp tục biểu diễn cư trú vào ngày 23 tháng 2.
Vào tháng 10 năm 2015, Dion thông báo trên phương tiện truyền thông xã hội rằng bà đã bắt đầu thực hiện một album tiếng Pháp mới, đăng tải một bức ảnh bên cạnh ca sĩ người Algeria, Zaho. Đĩa đơn tiếng Pháp của Dion, "Encore un soir", được phát hành vào ngày 24 tháng 5 năm 2016. Vào ngày 20 tháng 5, bà đã phát hành bản cover ca khúc "The Show Must Go On" của Queen, với sự góp mặt của Lindsey Stirling trên đàn violin. Bà đã biểu diễn "The Show Must Go On" tại lễ trao giải thưởng Âm nhạc Billboard 2016 vào ngày 22 tháng 5 và nhận được Giải thưởng Biểu tượng Billboard (do con trai bà, René-Charles Angélil trao tặng cho bà) để ghi nhận sự nghiệp kéo dài hơn ba thập kỷ của bà.
Album tiếng Pháp mới của nữ ca sĩ, Encore un soir, được phát hành vào ngày 26 tháng 8 năm 2016. Nó bao gồm 15 bài hát được thể hiện bằng tiếng Pháp và theo lời Dion, là sự lựa chọn bài hát theo cá nhân – nhiều ca khúc trữ tình đã được chọn. Encore un soir đứng đầu bảng xếp hạng ở Pháp, Canada, Bỉ và Thụy Sĩ, nhận được chứng nhận Kim cương ở Pháp, 2 lần chứng nhận Bạch kim ở Canada, một lần chứng nhận Bạch kim ở Bỉ và Thụy Sĩ. Nó đã bán được hơn 1,5 triệu bản trên toàn thế giới. Trong năm 2016 và 2017, Dion đã đi lưu diễn ở châu Âu và Canada với hai chuyến lưu diễn đã cháy vé. Vào ngày 9 tháng 9 năm 2016, bà phát hành "Recovery", một bài hát được viết cho bà bởi Pink sau khi chồng của Dion, René Angélil qua đời vào tháng 1 năm 2016. Dion cũng đã thu âm "How Does a Moment Last Forever" nằm trong Beauty and the Beast: Original Motion Picture Soundtrack, phát hành vào tháng 3 năm 2017. Album tổng hợp của bà, Un peu de nous đứng đầu bảng xếp hạng ở Pháp vào tháng 7 và tháng 8 năm 2017.
Vào ngày 3 tháng 5 năm 2018, bà phát hành đĩa đơn "Ashes" từ bộ phim Deadpool 2. Phiên bản remix của ca khúc đã đứng đầu bảng xếp hạng Dance Club Songs của Hoa Kỳ vào tháng 7 năm 2018. Từ tháng 6 đến tháng 8 năm 2018, bà lưu diễn tại khu vực Châu Á-Thái Bình Dương và thu về 56,5 triệu đô la từ 22 buổi diễn. Vào ngày 24 tháng 9 năm 2018, bà đã thông báo kết thúc thời gian cư trú tại Las Vegas của mình Celine, với ngày cuối cùng được ấn định là ngày 8 tháng 6 năm 2019. Bà đang thực hiện một album tiếng Anh mới. Vào tháng 1 năm 2019, bà đã biểu diễn "A Change Is Gonna Come" tại buổi hòa nhạc tưởng nhớ "Aretha! A Grammy Celebration for the Queen of Soul" của Franklin, sẽ được phát sóng vào tháng 3 năm 2019. Vào tháng 3 năm 2019, bà là một trong 11 ca sĩ đến từ Quebec, cùng với Ginette Reno, Diane Dufresne, Isabelle Boulay, Luce Dufault, Louise Forestier, Laurence Jalbert, Catherine Major, Ariane Moffatt, Marie Denise Pelletier và Marie-Élaine Thibert, người đã tham gia vào buổi thu âm trong một siêu nhóm nhạc cho đĩa đơn năm 1971 của Renée Claude "Turouveras la paix" sau khi Claude chẩn đoán mắc bệnh Alzheimer được công bố.
Vào ngày 3 tháng 4 năm 2019, trong một sự kiện Facebook Live, Dion đã thông báo về chuyến lưu diễn Courage World Tour 2019/2020 của bà, bắt đầu tại Quebec vào ngày 18 tháng 9 năm 2019. Bà cũng đã công bố một album tiếng Anh mới cùng tên, sẽ được phát hành vào cuối tháng 11 năm 2019.
Vào ngày 18 tháng 9 năm 2019, Dion đã phát hành ba bài hát, "Lying Down", "Courage" và "Imperfections" từ album sắp tới của bà, Courage.
Vào ngày 26 tháng 2 năm 2020, Dion phát hành hai bài hát dưới dạng đĩa đơn độc quyền trên Spotify: phiên bản acoustic của "Imperfutions" và bản cover của Chris Isaak "Wicked Game". Isaak tham gia hát cùng Dion trong ca khúc. Vào ngày 10 tháng 6 năm 2020, Dion thông báo rằng Courage World Tour của bà sẽ bắt đầu trở lại vào năm 2021, sau khi chuyến lưu diễn bị hoãn lại do đại dịch COVID-19.
Vào ngày 21 tháng 5 năm 2021, có thông báo rằng Dion sẽ trở lại Vegas vào tháng 11 cùng năm, biểu diễn trong mười ngày tại Resorts World Las Vegas.

## Phong cách nghệ thuật

### Ảnh hưởng
Dion lớn lên cùng với âm nhạc của Aretha Franklin, Charles Aznavour, Michael Jackson, Carole King, Anne Murray, Barbra Streisand và nhóm Bee Gees, những nghệ sĩ mà sau này bà đều từng cùng hợp tác. Dion cũng từng phát biểu việc trưởng thành khi nghe nhạc của những nghệ sĩ như Janis Joplin, nhóm Doobie Brothers và Creedence Clearwater Revival, nhưng chưa bao giờ có cơ hội hát dòng nhạc của họ. Bà cũng tỏ ra ngưỡng mộ Edith Piaf, Sir Elton John, Cher, Tina Turner cùng nhiều nghệ sĩ nhạc soul vào thập niên 60, 70 và 80 khác như Etta James, Roberta Flack và Patti Labelle. Bạn đồng nghiệp Whitney Houston cũng là một người mà Dion đề cao, khi cả hai thường xuyên được giới truyền thông so sánh. Âm nhạc của bà chịu ảnh hưởng của nhiều thể loại khác nhau, gồm pop, rock, gospel, R&B và soul; lời bài hát thường hướng đến những chủ đề về sự nghèo khổ, nạn đói trên thế giới, và đời sống tinh thần của con người, đặc biệt nhấn mạnh đến tình yêu và những mối tình lãng mạn. Sau khi sinh con đầu lòng, các nhạc phẩm của bà bắt đầu tập trung hơn vào tình mẫu tử và tình cảm anh em ruột thịt.

### Phong cách âm nhạc
Dion đã nhận chỉ trích đáng kể từ các nhà phê bình, khi cho rằng âm nhạc của bà thường rời xa khỏi quy phạm của pop và soul, đồng thời được đặc trưng bởi tính quá đa cảm. Theo Keith Harris của tạp chí Rolling Stone, "sự đa cảm [của Dion] khoa trương và táo bạo hơn là e lệ và kín đáo...[bà ấy] đứng cuối cùng trong một chuỗi những chuyển giao mạnh mẽ theo chiều Aretha-Whitney-Mariah. Thay vì trở nên khác thường, Dion thực sự là biểu tượng của một kiểu cảm nhận pop - càng lớn càng tốt, quá nhiều là không bao giờ đủ, và cảm xúc càng chín đượm càng thực hơn". Các nhạc phẩm tiếng Pháp của bà, trái lại, dường như có chiều sâu hơn và đa dạng hơn so với các ca khúc tiếng Anh, chính vì vậy mà nhận được sự tin tưởng và yêu mến nhiều hơn.

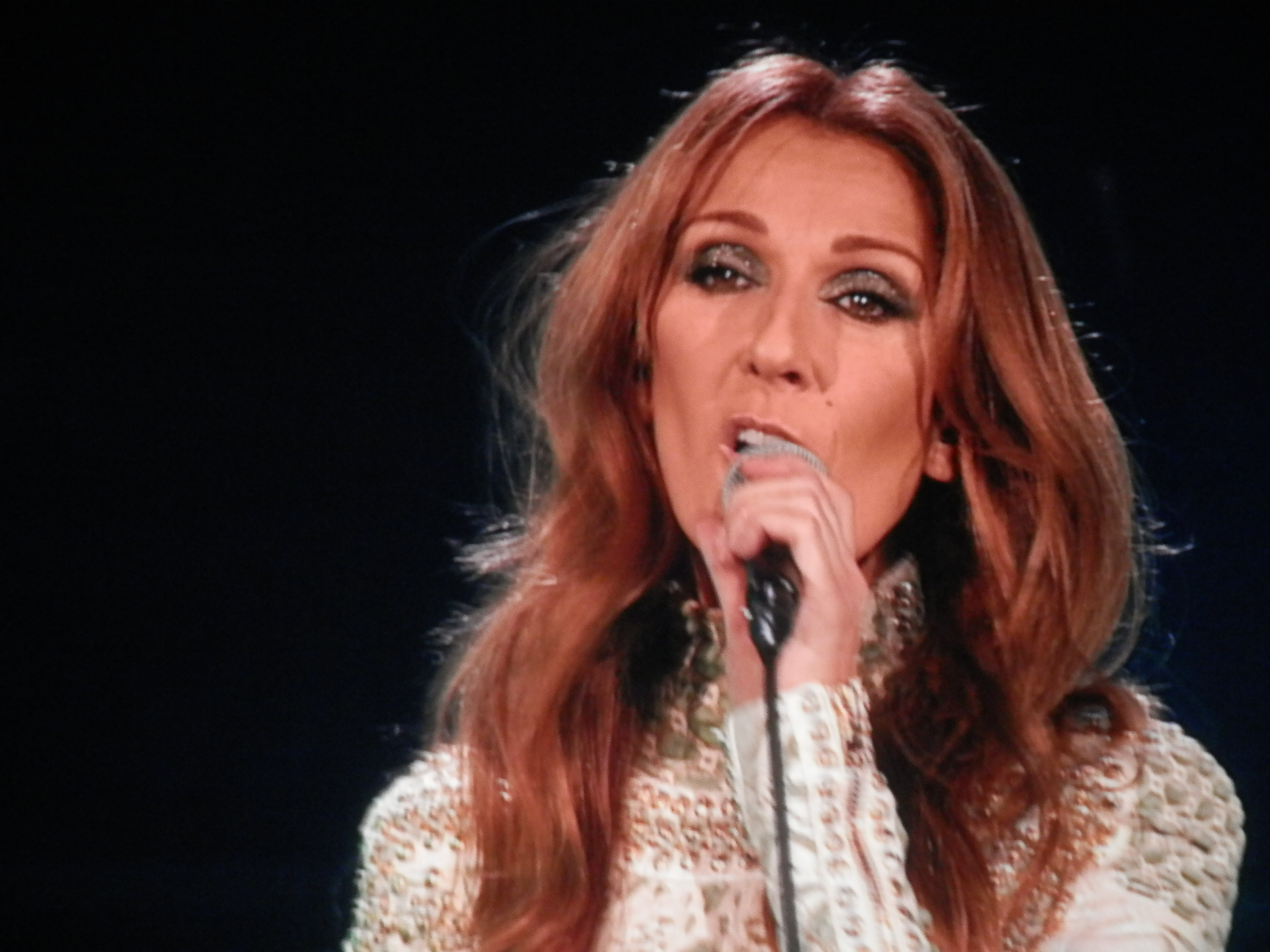
Dion trình diễn tại Bercy, Paris vào năm 2013.

Các nhà phê bình cũng đánh giá rằng do Dion căn bản không tham gia nhiều vào quá trình sản xuất âm nhạc nên các ca khúc của bà có phần dư thừa và quá khách quan, Tuy nhiên, với xuất thân từ một gia đình mà tất cả anh chị em đều hoạt động nghệ thuật, bà học chơi thành thạo một số nhạc cụ như dương cầm và guitar, trong khi từng luyện tập với một cây guitar điện trong quá trình thu âm album Falling into You. Đồng thời, bà cũng đóng góp ý kiến khi soạn một số ca khúc tiếng Pháp trong thời kì đầu sự nghiệp và luôn cố gắng tham gia vào quá trình sản xuất và thu âm các album, thậm chí đồng sáng tác nhiều bài hát cho các nghệ sĩ khác như Marc Dupre. Trong album tiếng Anh đầu tiên, bà thu âm trước khi có yêu cầu chắc chắn về năng lực tiếng Anh, bà cảm thấy không hài lòng; điều này đã có thể tránh được nếu bà chú ý bổ sung thêm những ý tưởng sáng tạo. Trong album tiếng Anh thứ hai Celine Dion, bà tỏ ra quan tâm cẩn thận hơn đến các khâu sản xuất và thu âm để không lặp lại sai lầm và bác bỏ những lời phê bình trước đó. Bà phát biểu: "Trong album thứ hai tôi bảo, 'Chà, tôi có thể chọn e ngại thêm một lần nữa và không thể vui mừng 100%, hoặc không sợ hãi và trở thành một phần của album.' Đây là album của tôi." Bà cũng tiếp tục đóng góp vào quá trình sản xuất các nhạc phẩm tiếp theo, tham gia viết lời một số bài hát trong Let's Talk About Love (1997) và These Are Special Times (1998).
Dion thường là đối tượng cho sự chế giễu và các trò bông đùa của giới truyền thông, và thường hay được thủ vai trên các chương trình giải trí như MADtv, Saturday Night Live, South Park, Royal Canadian Air Farce và This Hour Has 22 Minutes, do ngữ âm Anh-Pháp nặng và các cử chỉ hành động trên sân khấu của bà. Dù vậy, Dion lại chia sẻ việc bà không bị ảnh hưởng bởi những bình luận như thế, và thấy hân hạnh khi mọi người bỏ thời gian thủ vai cô. Bà còn mời cả Ana Gasteyer, người châm biếm lại bà trên chương trình SNL, xuất hiện trên sân khấu trong một màn trình diễn tại New York. Trong khi Dion thường không hay đề cập đến các vấn đề chính trị, thì sau thảm họa cơn bão Katrina trong năm 2005, bà xuất hiện trên Larry King Live và tỏ ra đau buồn, trong khi phê phán Chính phủ Mỹ phản ứng quá chậm chạp khi hỗ trợ các nạn nhân của bão: "Còn rất nhiều người đang trông chờ sự cứu trợ. Đối với tôi điều đó không thể chấp nhận được... Vậy mà [chính phủ] lại có thể thật dễ dàng điều động máy bay đến các quốc gia khác và sát hại bao nhiêu sinh mạng. Chúng ta cần phục vụ đất nước của chúng ta." Sau cuộc phỏng vấn, cô nói: "Khi tôi trả lời phỏng vấn với Larry King hay các chương trình truyền hình lớn, họ đem tôi làm tâm điểm, và điều này rất khó khăn. Tôi có quan điểm riêng của mình, nhưng tôi là một ca sĩ. Tôi không phải là một chính khách."

### Giọng hát và âm sắc
- Loại giọng: Soprano
- Quãng giọng: A2 ~ C#6 ~ Eb7 (4 quãng tám 3 nốt)
- Quãng hỗ trợ: D3~F#5~D6 (bao gồm head voice) (S)
- Nốt belt hỗ trợ cao nhất thời Prime: Bb5
- Nốt mix cao nhất: C#6
- Note Head voice hỗ trợ cao nhất: Eb6
- Có thể tạo cộng minh âm thanh đến G#5 (natural)

Dion thường được công nhận là một trong những giọng ca pop có sức ảnh hưởng mạnh mẽ nhất. Theo Linda Lister từ Divafication: The Deification of Modern Female Pop Stars, bà được mô tả là một "Nữ hoàng nhạc Pop" tại vị, dựa vào những ảnh hưởng sâu sắc của bà tới ngành công nghiệp thu âm trong suốt thập niên 1990, cùng nhiều nhà hoạt động giải trí khác như Whitney Houston và Mariah Carey. Trong bảng tổng sắp đếm ngược "22 Giọng ca vĩ đại nhất của nền âm nhạc" thực hiện bởi tạp chí Blender và MTV, bà đứng thứ 9 (thứ 6 nếu chỉ tính riêng ca sĩ nữ), và trong danh sách "100 Giọng ca Pop xuất sắc nhất" của tạp chí Cove, bà đứng ở vị trí thứ 4. Dion thường bị so sánh với Mariah Carey về phong cách hát và thần tượng của mình, Barbra Streisand, về chất giọng.
Theo nhiều nguồn thông tin, Dion sở hữu giới hạn thanh nhạc trải dài 5 quãng tám cho dù trên các bài thu âm của bà, các nốt trải từ B2 đến Eb6, với khoảng cách chỉ hơn 3 quãng tám. Bản thân Dion tự nhận định mình là một người có phạm vi lên giọng nằm khoảng giữa giọng nữ trung. Tuy nhiên, những cố gắng áp dụng các kiểu giọng hát cổ điển vào các thể loại âm nhạc khác vấp phải nhiều ý kiến trái chiều. Trước khi phân loại chính xác chất giọng của mình, khi bà diễn thử hai bản đơn ca của Carmen, bà từng hỏi người nghệ sĩ tài ba Kent Nagano liệu bà có thể hát opera và nhận được câu trả lời: "Tất cả những gì cô vừa hát đều là giọng nữ cao". Âm sắc của Dion được miêu tả là "mỏng, hơi một chút âm mũi, hầu như không rung", với âm "đục" khi xuống thấp và "các nốt cao như tiếng chuông thủy tinh".
Dion thường được ngợi khen về kĩ thuật thanh nhạc xuất sắc. Stephen Holden của The New York Times từng viết "Cô Dion, ... một ca sĩ xuất sắc với một giọng nữ cao mỏng, hơi một chút âm mũi, hầu như không rung và được hỗ trợ tốt bởi kĩ thuật hát. Cô ấy có thể thực hiện những quãng ngân và luyến láy phức tạp, tạo ra những đoạn thanh đầy sức biểu cảm và duy trì các nốt dài mà không hề suy suyển âm điệu. Còn các bản song ca [...] đã chứng minh, cô ấy là một giọng hát có khả năng hòa âm đáng tin cậy." Trong bài phỏng vấn với Libération, Jean-Jacques Goldman nhận xét rằng bà "không gặp bất cứ vấn đề gì về độ chính xác hay nhịp điệu." Theo Kent Nagano, nghệ sĩ thượng đẳng của Dàn nhạc giao hưởng München (Munich Symphony Orchestra), Dion là "một ca sĩ có đôi tai cảm thụ tốt, sự tinh tế và độ hoàn mỹ khiến người khác phải ghen tỵ. Charles Alexander của TIME cũng đánh giá: "Giọng hát [của bà] vút lướt từ thì thầm sâu lắng đến những nốt rất cao chính xác mà không tốn một chút sức lực nào, một giọng ca quyến rũ đầy mê hoặc kết hợp bởi sức mạnh và sự thanh nhã."
Trong các ca khúc tiếng Pháp, Dion tô điểm thêm cho giọng hát của mình với nhiều sắc thái, chuyển đổi tông giọng và cường độ cảm xúc "dịu dàng và thân mật hơn". Thêm vào đó, Luc Plamondon, nhạc sĩ người Pháp từng sáng tác một vài ca khúc cho bà, khẳng định rằng có ba "con người" ca sĩ ta thấy ở Dion: người Québec, người Pháp và người Mỹ. Album phòng thu đầu tay của bà được quảng bá với câu hiệu: "Hãy ghi nhớ đến tên vì bạn sẽ không bao giờ quên được giọng hát."

## Các hoạt động khác

### Hoạt động kinh doanh
Les Productions Feeling Inc., còn được biết đến với tên gọi "Feeling Inc." hay chỉ là "Feeling" là hãng công ty quản lý của Dion tại Laval, tỉnh Québec, Canada và do chính Dion và chồng của bà, Rene Angelil làm chủ. Dion cũng là người sáng lập nên chuỗi nhà hàng Nickels. Dion và chồng của bà còn sở hữu một Câu lạc bộ Golf Le Mirage và Nhà hàng Schwartz's. Liên hiệp cùng Andre Agassi, Steffi Graf và Shaquille O'Neal, bà đứng ra mở cửa cho một hộp đêm nổi tiếng với tên gọi Pure, tọa lạc tại Caesars Palace.
Dion chính thức trở thành doanh nhân từ lần thành lập nên chuỗi nhà hàng Nickels vào năm 1990. Từ đó, bà tước bỏ niềm hứng thú với chuỗi nhà hàng này và đến năm 1997 thì không còn liên kết với Nickels. Vào năm 2003, Dion ký một hợp đồng cùng Coty, Inc. để phát hành dòng nước hoa Celine Dion Parfums. Loại nước hoa gần đây nhất, Signature, được phát hành vào tháng 9 năm 2011 với chiến dịch quảng bá thực hiện bởi hãng Kraftworks NYC. Từ khi phát hành, Celine Dion Parfums đã đạt hơn 850 triệu đô-la Mỹ theo doanh thu bán lẻ. Vào tháng 10 năm 2004, hãng Air Canada mời Dion thực hiện chiến dịch quảng bá cho sản phẩm dịch vụ mới. "You and I", bài hát chủ đề được Dion trình bày, được sáng tác bởi các nhà hoạt động quảng bá cho Air Canada.

### Hoạt động từ thiện
Dion là một nhà từ thiện hoạt động tích cực cho nhiều tổ chức trên toàn cầu. Bà đã quảng bá cho Quỹ Xơ nang Canada (CCFF) từ năm 1982, và trở thành Chủ danh nhân Quốc gia của Quỹ từ năm 1993. Bà có tình cảm gắn bó với quỹ; khi cháu gái Karine của Dion từng qua đời trong vòng tay của bà vì chứng bệnh Xơ nang lúc chỉ mới 16 tuổi. Vào năm 2003, bà gia nhập cùng nhiều người nổi tiểng, vận động viên và các nhà chính khách khác, bao gồm các ca sĩ Josh Groban và Yolanda Adams để ủng hộ "Ngày trẻ em thế giới" – một quỹ quyên góp toàn cầu được tài trợ bởi McDonald's. Quỹ gây dựng tài chính từ hơn 100 quốc gia để ủng hộ các tổ chức sức khỏe và mái ấm cho các trẻ em nghèo. Bên cạnh đó, Dion còn là một nhà ủng hộ lớn với quỹ T.J. Martell Foundation, Quỹ tưởng nhớ Diana, Vương phi xứ Wales và nhiều chiến dịch về sức khỏe và ý tế khác. Vào thời điểm vừa xảy ra cơn bão Katrina, Dion đã quyên góp 1 triệu đô-la Mỹ cho các nạn nhân của cơn bão, và chủ trì một sự kiện quyên góp cho các nạn nhân của vụ Động đất và sóng thần Ấn Độ Dương 2004, mà sau cùng đã quyên góp được 1 triệu đô-la Mỹ. Sau vụ Động đất Tứ Xuyên 2008, Dion tiếp tục quyên tặng 100.000 đô-la Mỹ cho Quỹ trẻ em & thiếu niên Trung Hoa, cũng như gửi thư thăm hỏi và động viên. Kể từ năm 2004, bà cùng Angelil tham gia vào việc ủng hộ cộng đồng người đồng tính tại tỉnh Québec, cùng việc nâng cao hiểu biết về sức khỏe và ngăn chặn căn bệnh HIV cùng Gay Globe Magazine do nhà báo Roger-Luc Chayer sở hữu.

## Di sản

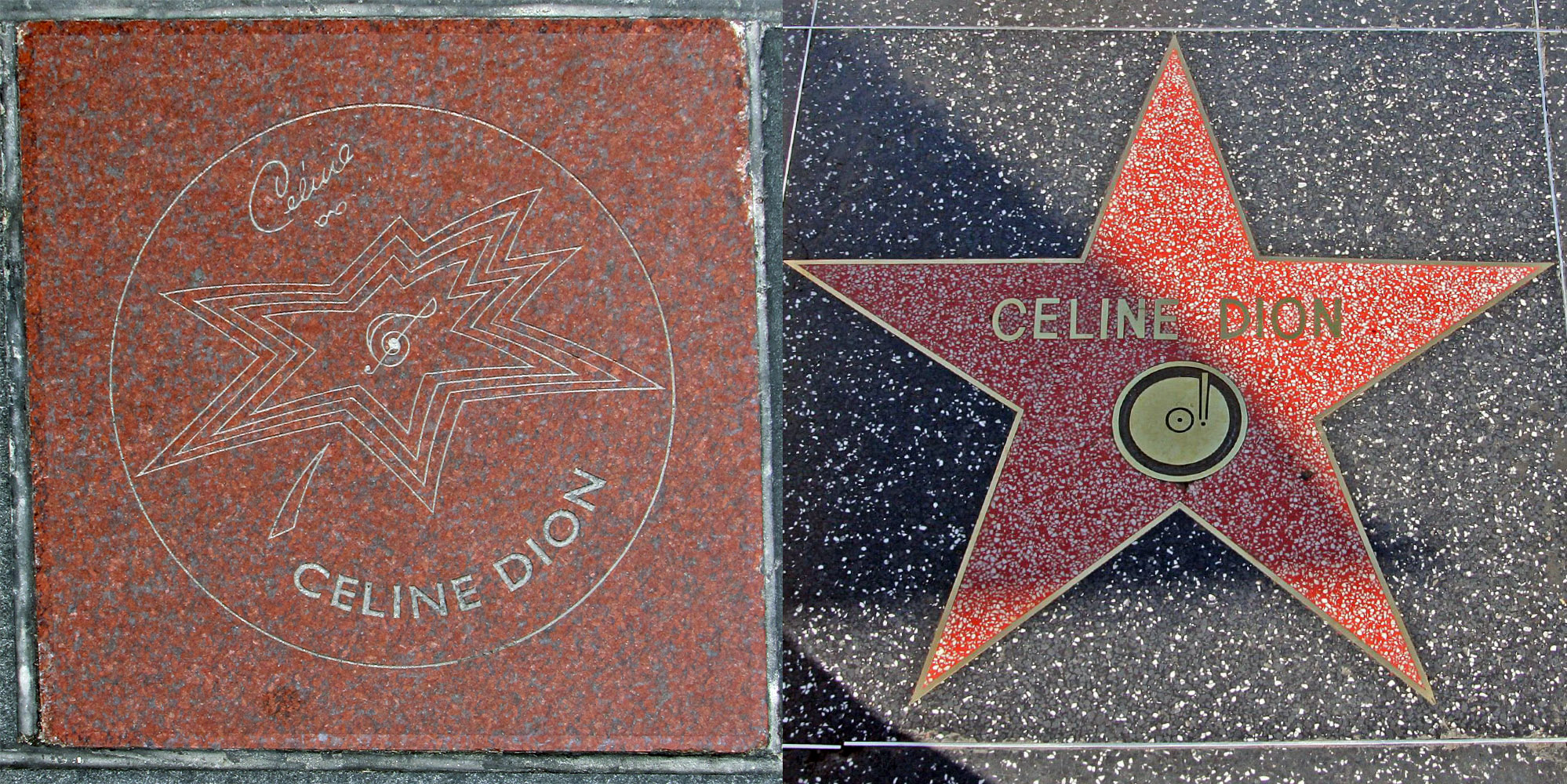
Ngôi sao của Céline Dion được khắc trên Đại lộ danh vọng Canada và Đại lộ Danh vọng Hollywood.

Celine Dion thường được công nhận là một trong những giọng ca pop có sức ảnh hưởng mạnh mẽ nhất. . Bà được giới truyền thông mệnh danh là " nữ hoàng của những bản power ballads ". Linda Lister mô tả bà là một "Nữ hoàng nhạc Pop" tại vị, dựa vào những ảnh hưởng sâu sắc của bà tới ngành công nghiệp thu âm trong suốt thập niên 1990. Âm nhạc và phong cách giọng hát của bà, cùng với Mariah Carey và Whitney Houston, thường được xem là tiêu chuẩn cho lối hát của nữ ca sĩ đương đại. Cả ba ca sĩ này đều được biết đến rộng rãi bằng việc hồi sinh lại dòng nhạc ballad đầy nội lực, cùng việc góp phần gây dựng nên thể loại đương đại trưởng thành, giúp nó trở thành một trong những thể loại phổ biến nhất trong thập niên 1990 và đầu thập niên 2000.
Nhiều nghệ sĩ nổi danh từng đề cập đến Dion như là nhân tố ảnh hưởng chính hoặc là ca sĩ mà họ yêu mến, có thể kể tên như Thu Minh, Rihanna, Rita Ora, Frank Ocean, Adele, Josh Groban, Delta Goodrem, Leona Lewis, Jessie J, Jojo, Lea Michele, Jennifer Hudson, Regine Velasquez, Vanessa Hudgens, The Canadian Tenors, Faith Hill, Katy Perry, Kelly Clarkson, Helena Paparizou và Lara Fabian, cùng nhiều nghệ sĩ khác. Trên bìa ghi chú album Toutes les femmes en moi của Lara Fabian, cô chia sẻ cách mà cô thần tượng Dion từ khi cô còn ở lứa tuổi thiếu niên, thậm chí còn viết rằng "Tôi sẽ theo dõi con đường âm nhạc và đam mê của cô từng ly từng tí, hãy hát như chỉ có giọng hát của cô mới có thể tô điểm cho đoạn hòa âm ấy mà thôi." Nữ ca sĩ nhạc đồng quê Martina McBride được vinh danh rộng rãi bởi giới truyền thông như là Celine Dion của dòng nhạc Đồng quê.
Nhiều nghệ sĩ khác cũng đồng thời tán dương chất giọng, khả năng ca hát của Dion hoặc chia sẻ niềm yêu thích hợp tác cùng bà như Placido Domingo, Beyoncé, Carlos Santana, Coldplay, Sharon Osbourne, Nicole Scherzinger, Ne-Yo, và Justin Bieber. Theo Timbaland, "Celine có một chất giọng tuyệt đẹp và đầy mê hoặc. Cô ấy rất tài năng. Tôi nghĩ chúng tôi có thể cùng nhau sáng tạo một thứ gì đó cổ điển như chính cô ấy vậy." Josh Groban cho rằng "Cô ấy là một giọng ca nội lực. Cho đến thời gian và ở độ tuổi này, khi nhiều sản phẩm được sản xuất kỹ lưỡng hơn, với những giọng ca yếu ớt được vinh danh... thì cô ấy lại có cho mình một loại nhạc khí siêu đẳng."

### Ảnh hưởng văn hóa
Ở cấp độ văn hóa, Dion được biết đến bởi việc giới thiệu âm nhạc Pháp đến nhiều quốc gia không nói tiếng Pháp trên toàn cầu. Album D'eux và S'il suffisait d'aimer vẫn đang là hai trong số những album tiếng Pháp bán chạy nhất trong lịch sử, đạt được thành công chưa từng thấy tại các thị trường không nói tiếng Pháp như Anh Quốc, Ba Lan, Hà Lan, Thổ Nhĩ Kỳ, Hy Lạp, Áo, Nhật Bản và New Zealand. Theo RFI Musique, Céline "đã công hiến không ít cho dòng nhạc Pháp suốt nhiều năm, vững vàng đạt thành công cùng những bài hát tiếng Pháp có thể là điều mà không có một giới hạn tiếng Pháp nào có thể dừng bước bà... Nếu thiếu Celine thì doanh số thu âm tiếng Pháp có thể sẽ thấp hơn một cách thảm hại!" Vào năm 2008, Dion giành giải Quân đoàn Danh dự từ Nicolas Sarkozy, phần nào củng cố thêm ảnh hưởng về văn hóa của bà. Sarkozy có đề cao Céline và khẳng định: "Nước Pháp tạ ơn cô vì tài năng và sự thành công của cô đã góp phần mang ảnh hưởng của tiếng Pháp vượt xa biên giới lãnh thổ."
Dion cũng được nhìn nhận trong việc hồi sinh và cách mạng hóa hiện trạng giải trí tại Las Vegas với những thành công to lớn bởi những đêm diễn cố định tại đó. Bà mong muốn các chương trình "cố định" tại Las Vegas được phổ biến trở lại, như một chặng đường đáng khát khao cho các nghệ sĩ hàng đầu có thể lưu diễn tại chỗ, để khán giả hâm mộ tìm đến họ. Sau nhiều năm, nhiều biểu tượng thành danh như Elton John, Bette Midler, Rod Stewart, Cher và Shania Twain cũng đã tham gia cùng bà. Theo Gary Bongiovanni, chủ tịch và chủ bút của tờ Pollstar cho rằng "Celine đã khẳng định lại được những gì mà người nghệ sĩ có thể thực hiện ở Las Vegas, khi giúp nó trở thành thành phố giải trí náo nhiệt nhất thế giới." Vào năm 2013, ngay cả ngôi sao nhạc pop trẻ tuổi Britney Spears cũng thông báo về việc hoạt động ở Vegas, góp phần giữ vững ảnh hưởng của Dion tại thành phố như một trung tâm đầu não về giải trí. Kurt Melien, phó chủ tịch giải trí tại Caesar's Palace khẳng định "Celine rõ ràng là một người tiên phong... 20 năm trước, chúng tôi không tài nào có được một ai sở hữu tầm vóc như Britney Spears xuất hiện tại Vegas. Những ngôi sao như cô ấy từng không bao giờ nghĩ đến việc này nếu Celine không là người soi đuốc mở đường. Cô ấy đã thay đổi bộ mặt của một Vegas hiện đại." Dựa theo những ảnh hưởng về mặt tài chính của Dion đến Las Vegas, Stephen Brown, người phụ trách của Trung tâm Nghiên cứu Thương mại và Kinh tế tại Las Vegas, cho rằng "Người ta sẽ đổ đến thành phố này chỉ vì cô ấy và sẵn lòng móc hầu bao và như một hệ quả, cô ấy có một tác động vô cùng lớn đến nền kinh tế", và sau đó có nói thêm "Lớn hơn cả Elvis, Sinatra và Liberace gộp lại sao? Chắc chắn là thế rồi." Theo ước lượng, các buổi diễn của Dion có thể gián tiếp tạo thêm 7.000 việc làm và khoảng 114 triệu đô-la Mỹ cho hoạt động kinh tế mới trong mỗi 3 năm mà bà đã rút ngắn lại.
Trong xuyên suốt sự nghiệp của mình, Dion đã nhận được nhiều giải thưởng và đề cử quan trọng. Cho đến nay, bà đã thắng 5 Giải Grammy, trong đó có giải "Album của năm" cho Falling into You và "Thu âm của năm" cho "My Heart Will Go On". Bà là nữ nghệ sĩ có doanh số đĩa nhạc lớn thứ hai tại Mỹ trong kỷ nguyên Nielsen SoundScan, với các album Falling into You và Let's Talk About Love đều nhận được chứng nhận Kim cương tại Hoa Kỳ, và là nữ nghệ sĩ duy nhất có hai đĩa đơn tiêu thụ hơn 1 triệu bản tại Liên hiệp Anh. Thêm vào đó, D'eux vào năm 1995 của bà là album tiếng Pháp bán chạy nhất mọi thời đại. Vào năm 2004, sau khi đạt mốc 175 triệu bản album được bán ra trên toàn cầu, bà được trao Giải Chopard Diamond tại World Music Awards cho việc trở thành nữ nghệ sĩ có doanh số đĩa nhạc lớn nhất mọi thời đại. Dion vẫn đang là nghệ sĩ gốc Canada có doanh số đĩa nhạc lớn nhất và là một trong những nghệ sĩ âm nhạc có số doanh thu lớn nhất mọi thời đại, với hơn 200 triệu bản album trên toàn thế giới. Vào năm 2007, Dion được Forbes xếp ở vị trí thứ 5 trong danh sách phụ nữ giàu nhất trong ngành giải trí, với tổng tài sản ước tính 250 triệu đô-la Mỹ, cho dù việc xếp hạng đã bỏ qua các danh nhân nghỉ hưu hoặc không còn làm việc. Vào tháng 8 năm 2008, bà được vinh danh ở cương vị tiến sĩ âm nhạc từ trường Université Laval thuộc Quebec. Vào năm 1999, Dion nhận được một ngôi sao trên Đại lộ danh vọng Canada, và một ngôi sao khác trên Đại lộ Danh vọng Hollywood vào tháng 1 năm 2004. Bà dành tặng ngôi sao của mình cho người cha quá cố, khi vừa mất một tháng trước khi hoàn thành ngôi sao. Vào tháng 10 năm 2010, Dion được xướng danh là một Đại sứ Thiện chí, một chương trình được tạo dựng bởi UN vào năm 1999, khi cùng nhận giải thưởng này cùng người từng đoạt giải Grammy Susan Sarandon. Dion còn nhận được nhiều huân chương nổi bật. Bà từng được nhận huân chương Bắc Đẩu Bội tinh cao quý nhất của Pháp, bởi Tổng thống Pháp Nicolas Sarkozy vào tháng 5 năm 2008. Vào ngày 26 tháng 7 năm 2013, Dion được vinh danh bằng danh hiệu "Thành viên của Hiệp hội Canada" trao bởi Toàn quyền Canada và buổi lễ phong chức được diễn ra tại Citadelle of Quebec.

## Danh sách đĩa nhạc
| Album phòng thu tiếng Pháp - La voix du bon Dieu (1981) - Céline Dion chante Noël (1981) - Tellement j'ai d'amour... (1982) - Les chemins de ma maison (1983) - Chants et contes de Noël (1983) - Mélanie (1984) - C'est pour toi (1985) - Incognito (1987) - Dion chante Plamondon (1991) - D'eux (1995) - S'il suffisait d'aimer (1998) - 1 fille & 4 types (2003) - D'elles (2007) - Sans attendre (2012) - Encore un soir (2016) | Album phòng thu tiếng Anh - Unison (1990) - Celine Dion (1992) - The Colour of My Love (1993) - Falling into You (1996) - Let's Talk About Love (1997) - These Are Special Times (1998) - A New Day Has Come (2002) - One Heart (2003) - Miracle (2004) - Taking Chances (2007) - Loved Me Back to Life (2013) - Courage (2019) |

## Lưu diễn
- Céline Dion en concert (1985)
- Incognito tournée (1988)
- Unison Tour (1990–91)
- Celine Dion in Concert (1992–93)
- The Colour of My Love Tour (1994–95)
- D'eux Tour (1995-96)
- Falling into You Tour (1996-97)
- Let's Talk About Love World Tour (1998–99)
- A New Day... (2003–07)
- Taking Chances Tour (2008-09)
- Celine (2011–19)
- Sans attendre Tour (2013)
- Asia Tour (2014) (đã hủy)

## Sự nghiệp điện ảnh
- Touched by an Angel
- The Nanny
- All My Children
- La fureur de Céline
- Des fleurs sur la neige
- Quest for Camelot
- Céline sur les Plaines
- Celine: Through the Eyes of the World
- Sur la piste du Marsupilami
- Muppets Most Wanted